# Steinernes Haus (Frankfurt am Main)

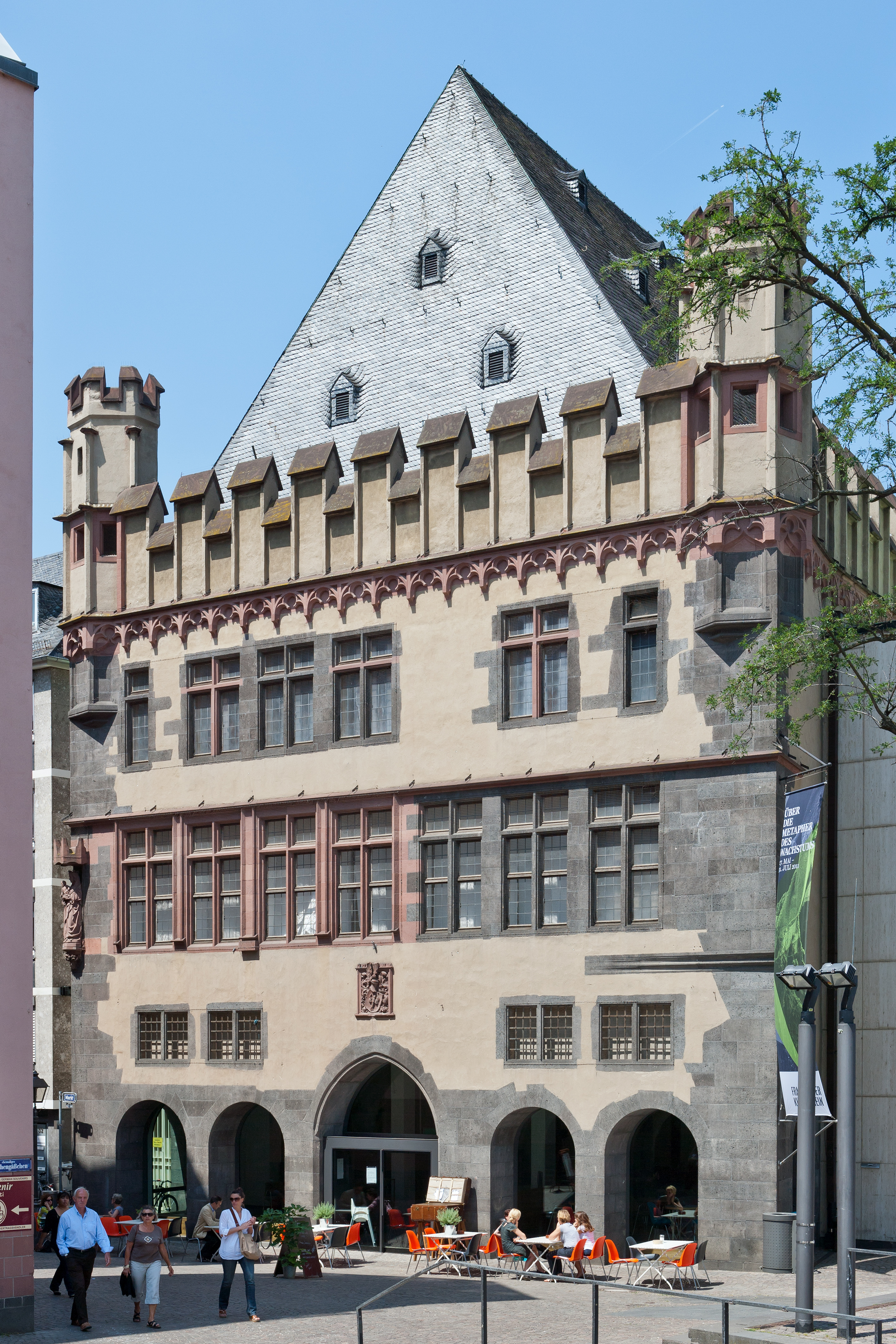
Das Steinerne Haus, Juli 2011

Das Steinerne Haus, in älterer Literatur auch Haus Bornfleck genannt, ist ein historisches Gebäude in der Altstadt von Frankfurt am Main. Es liegt mit der Vorderseite zum Markt (Hausanschrift: Markt 44), der den Dom mit dem Römerberg verbindet. Vor allem durch seine mittelalterliche Architektur und seine sehr lange, gut dokumentierte Geschichte hebt es sich von anderen Gebäuden der Altstadt ab.
Im Zweiten Weltkrieg wurde das Steinerne Haus bei den Luftangriffen auf Frankfurt am Main im März 1944 durch Sprengbomben fast völlig zerstört. Dennoch rekonstruierte man es Anfang der 1960er Jahre als eines von nur wenigen Frankfurter Baudenkmälern unter hohem Kostenaufwand relativ originalgetreu, wodurch es aus der eher schlichten Nachkriegsbebauung seines Umfelds hervorragt. Heute beherbergt das Haus den Frankfurter Kunstverein.

## Geschichte

### Vorgeschichte (Römerzeit bis 1460)

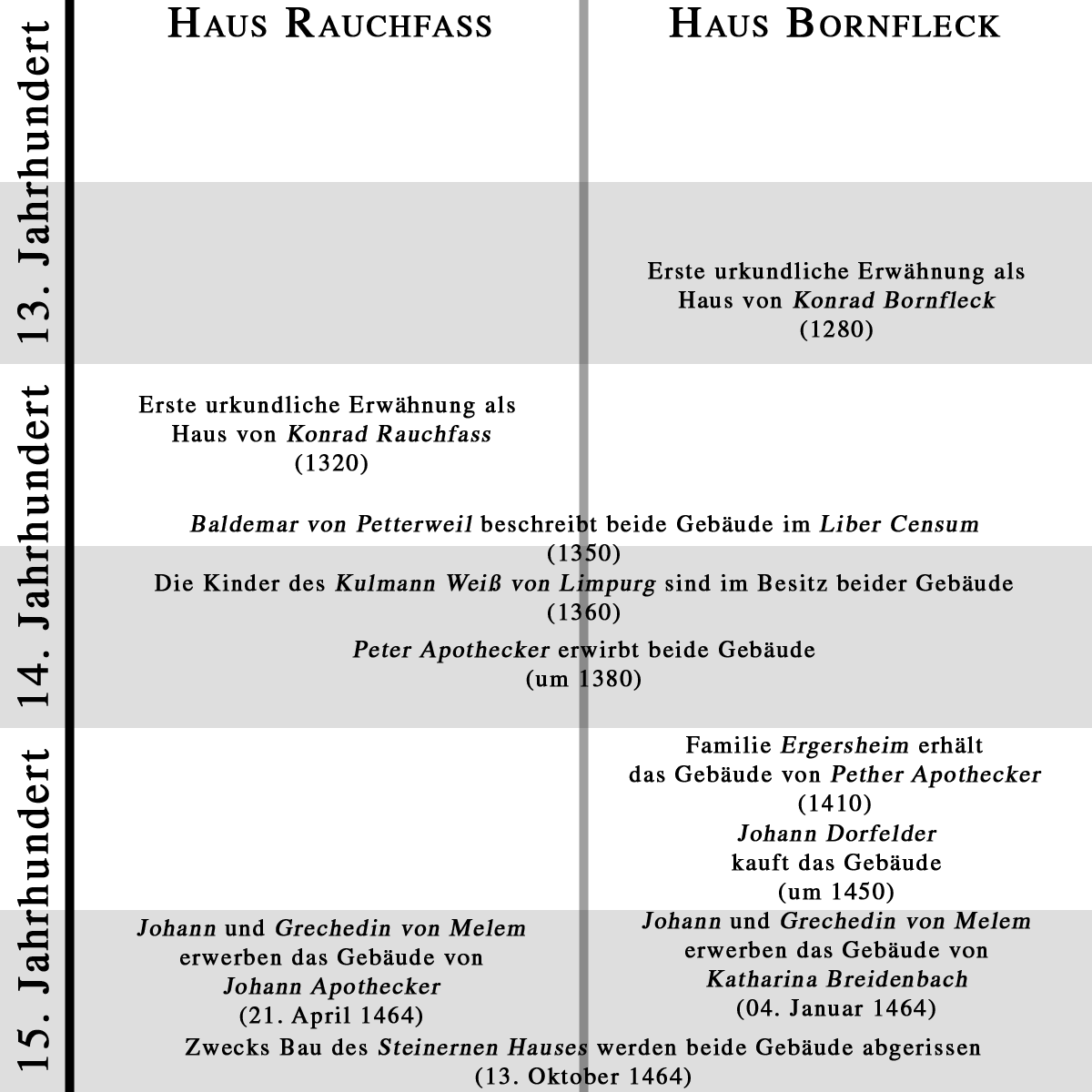
Entwicklung der Vorgängerbauten 1280–1464

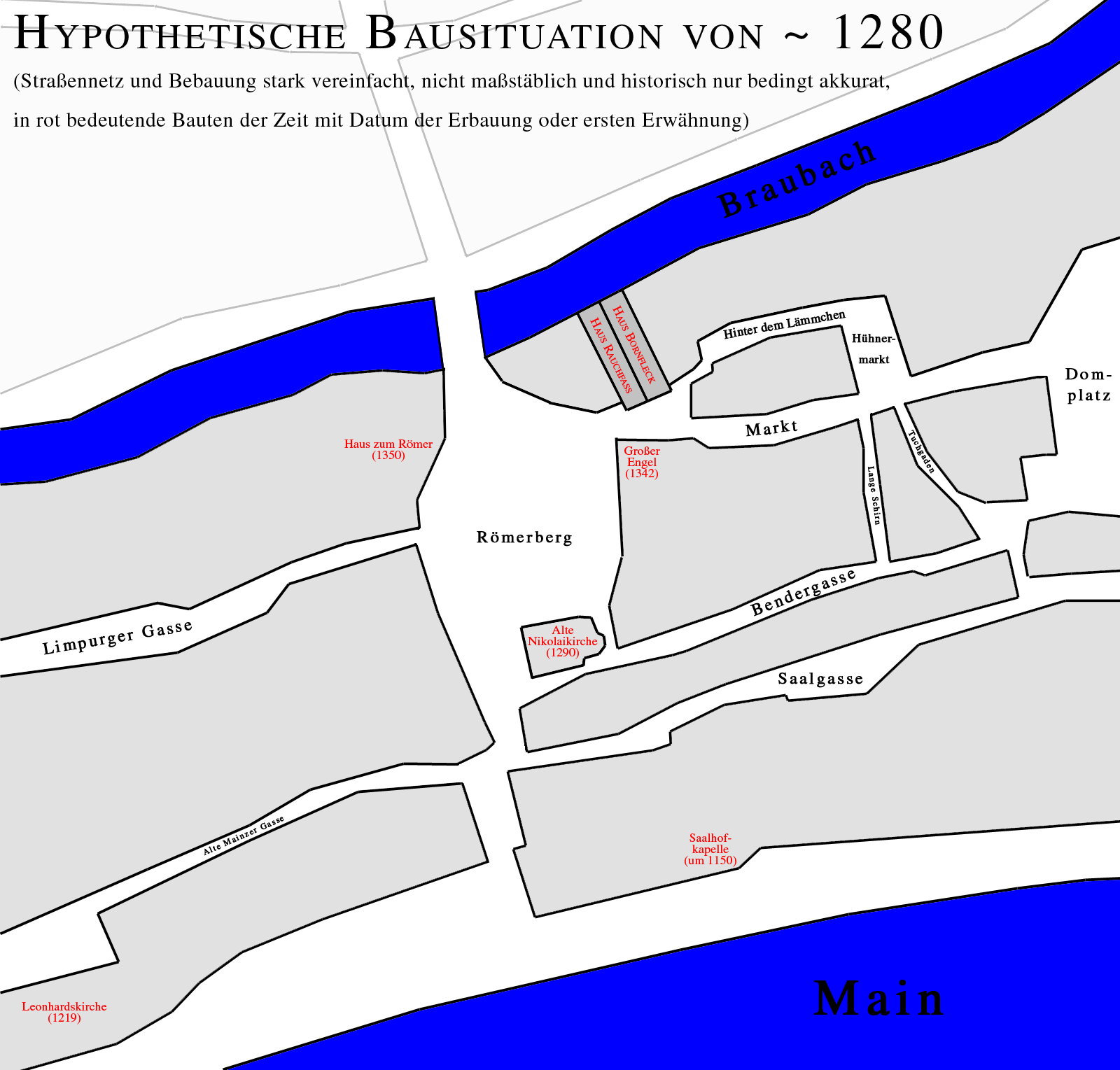
Hypothetische Bausituation um 1280

Wie Altstadt-Grabungen 1906 und in den 50er Jahren des 20. Jahrhunderts ergaben, war das Gelände, auf dem das Steinerne Haus steht, schon zu römischer Zeit bebaut. Unter den massiven Kellern des rund 1000 Jahre später entstandenen Gebäudes fand man starke Mauerreste, die die Archäologen einem ehemaligen Gutshof zuordneten. Des Weiteren wurden aus der gleichen Zeit stammende Dachziegel und Schieferplatten gefunden. Nördlich des Geländes floss zu dieser Zeit noch oberirdisch ein Nebenarm des Mains, die Braubach, ungefähr entlang des heutigen Verlaufs der gleichnamigen Straße. Das Gelände südlich davon war somit strategisch und wirtschaftlich bedeutsam. Zum einen schützte er es als natürliche Grenze, zum anderen ermöglichte die Nähe zum Fluss dem dort Siedelnden einen schnellen Zugriff auf die wichtige Ressource Wasser.
Die ältesten schriftlichen Zeugnisse in Form von Urkunden, die Besitzstandsverhältnisse nachweisen, reichen beim Steinernen Haus bzw. seinen Vorgängerbauten bis ins späte 13. Jahrhundert zurück. Zwar ging ein Großteil dieser Quellen im letzten Weltkrieg verloren, doch konnten sie glücklicherweise von der älteren Forschung, insbesondere von Johann Georg Battonn und Rudolf Jung, noch ausgewertet werden, um ein detailliertes Bild der Hausgeschichte zu zeichnen.
Demnach standen in der zweiten Hälfte des 13. Jahrhunderts auf der späteren Parzelle des Steinernen Hauses zwei schmale Fachwerkhäuser, das linke bzw. westliche Haus zum Rauchfaß, das rechte bzw. östliche Haus Bornfleck genannt. Beide stießen mit ihrer Rückseite an die als Stadtgraben dienende Braubach und waren mit der Vorderseite nach dem Markt ausgerichtet. Etymologisch erlaubt die Hausbezeichnung Bornfleck den Rückschluss, dass sich dort zuvor ein Brunnen – auf Altdeutsch Born – befand. 1280 ist erstmals ein Konrad Bornfleck urkundlich als Besitzer des Hauses nachgewiesen, der spätestens 1306 starb. Nicht nur seine Erwähnung als Schöffe in einer Urkunde des Jahres 1291 zeigt, dass er wohl eine bedeutende Persönlichkeit war. Auch nennt ihn der damalige Erzbischof von Mainz, Gerhard II., seinen lieben Wirt in Frankfurt. Seine Gattin Hedwig war eine Tochter des Gypel von Holzhausen, einer der bedeutendsten Familien des Frankfurter Stadtpatriziats. Dies lässt vermuten, dass ihr Mann in höchsten Kreisen des damaligen Frankfurter Gesellschaftslebens verkehrte.
Als Frankfurt im Jahr 1356 durch die Goldene Bulle als Wahlstätte der deutschen Kaiser bestätigt wurde, erhielt der Markt den Beinamen Krönungsweg oder via regia, weil über ihn der neugewählte Kaiser zum Römer zog, um sich vom Volk und dem Rat der Stadt huldigen zu lassen. Dies steigerte die Bedeutung des Straßenzuges in den folgenden Jahrhunderten erheblich und machte die daran gelegenen Parzellen zu einem bevorzugten Wohnort wie Baugrund für Adel und begütertes Stadtbürgertum.
Vier Jahre später findet sich die nächste urkundliche Erwähnung des besagten Geländes, wonach 1360 die Kinder des Kulmann Weiß von Limpurg im Besitz des Hauses Bornfleck und des Nachbarhauses zum Rauchfaß waren. Letzteres wurde erstmals 1320 urkundlich als Nachname seines damaligen Besitzers Konrad erwähnt, der es wahrscheinlich in den 50er Jahren des 14. Jahrhunderts an die Kinder der vorgenannten Familie verkaufte. 1362 nahmen sie eine Teilung vor, indem sie zwischen den Gebäuden eine Mauer errichteten, die bis an den Stadtgraben reichte. Haus Bornfleck kam in den Besitz der Alheid, der Witwe des Gypel Knoblauch, während Haus Rauchfaß in den Besitz der anderen Kinder des Kulmann Weiß von Limpurg überging. 1374 verkaufte sie das Haus Bornfleck für 1.600 Gulden, wenig später auch Haus Rauchfaß an Albeids Schwiegersohn Peter Apothecker. Aus dessen Familie ging Haus Bornfleck 1410 in den Besitz der Ergersheim über.

### Entstehungszeit und die Dynastie Melem (1460 bis 1708)

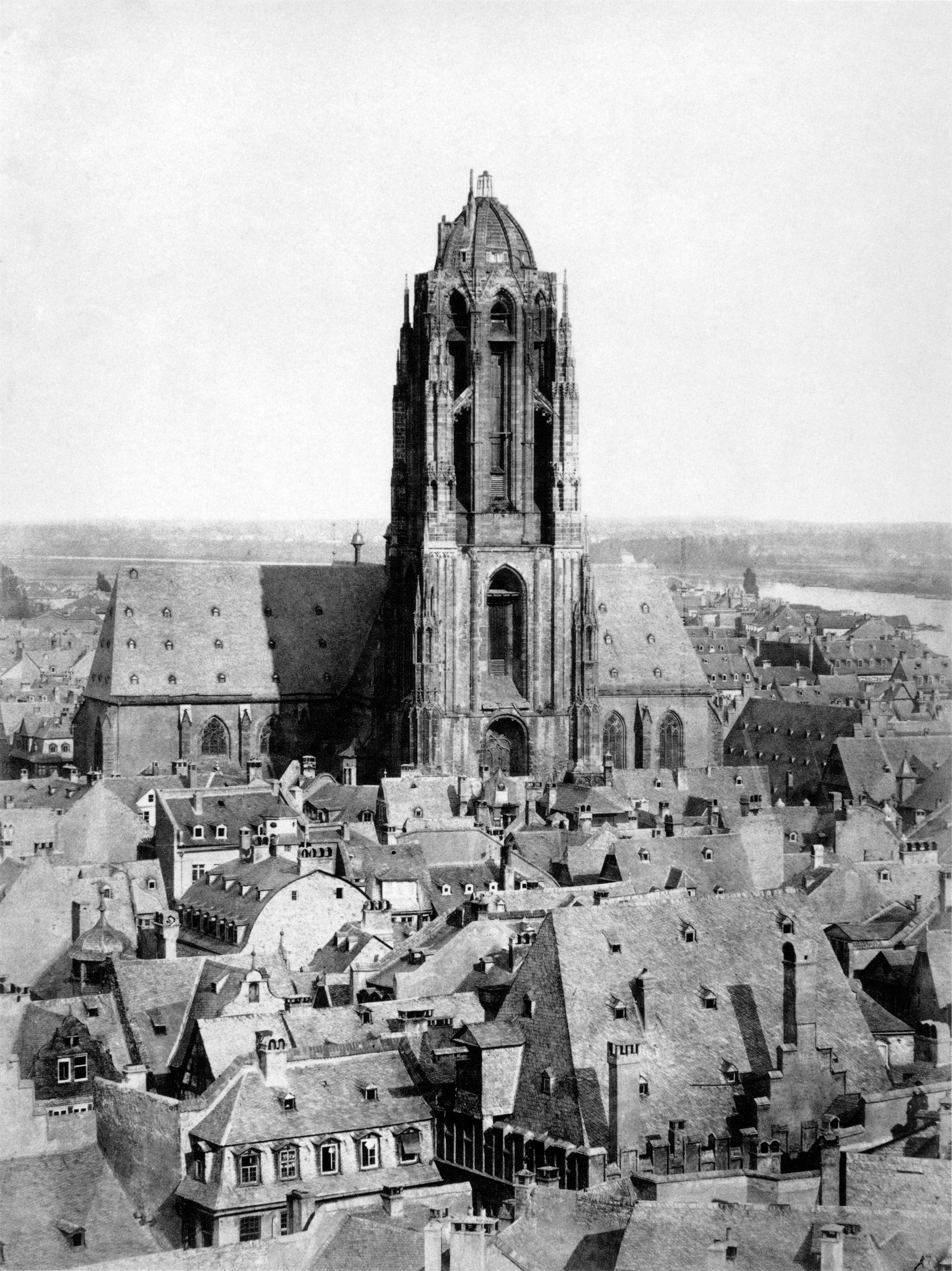
Dachlandschaft der Altstadt mit Steinernem Haus, 1866

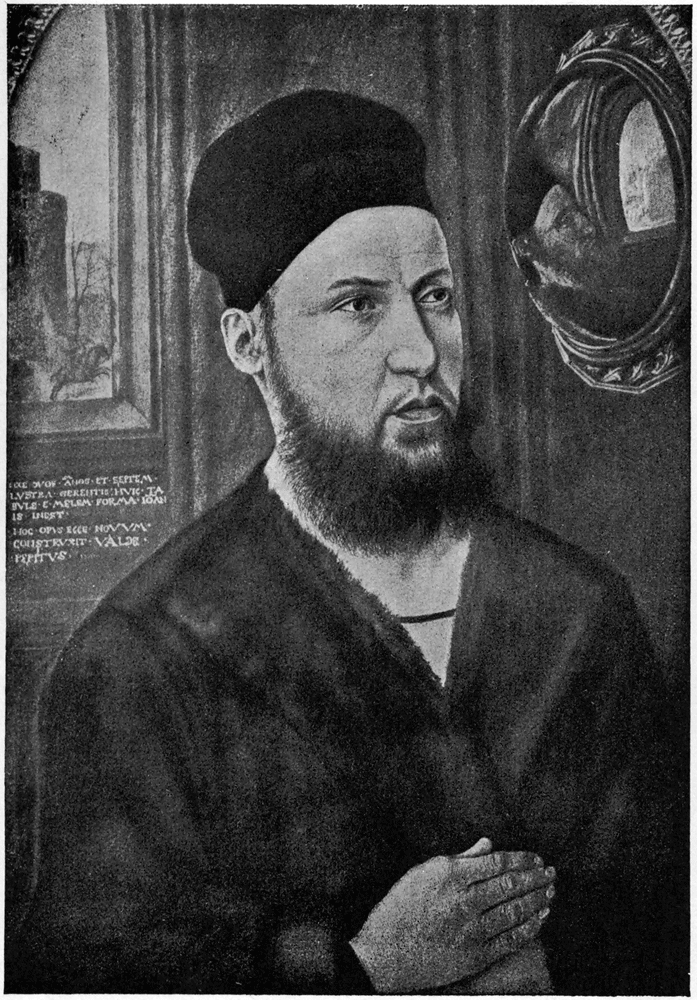
Johann von Melem der Jüngere, ca. 1490

Mitte des 15. Jahrhunderts erwarb der reiche Gewandhändler Johann Dorfelder aus Mainz, dessen Töchter an Klas von Rücklingen und Johann von Melem verheiratet waren, Haus Bornfleck. Am 4. Januar 1462 verkaufte Katharina, Witwe des Klas von Rücklingen und Frau des Georg Breidenbach, das Gebäude an ihren Schwager und ihre Schwester Johann und Gredgen von Melem. Am 21. April 1464 erwarben die neuen Eigentümer auch Haus Rauchfaß von Johann Apothecker.
Die Tatsache, dass sich nun beide Gebäude wieder in einer Hand befanden, nutzte das Ehepaar Melem im Oktober 1464 zu einem Abriss, um beide Parzellen zu einem Neubau zusammenzuführen. Aus der Lersnerschen Chronik sind die Geschehnisse vor mehr als einem halben Jahrtausend mit großer Genauigkeit zu erfahren:
1464. Auff den Sambstag nächst vor St. Galli Tag [d. h. Samstag, 13. Oktober] bauet Johann von Melem daß Hauß zum Bornflecken auff dem Haber-Marckt; den ersten Stein legte sein Sohn Johann von Melem [der Jüngere] und legte auff den Stein drey Alturnes oder Turonos denen Werckleuten zu vertrinken. Dieses geschahe an dem Orte gegen der Schmieden zu Nachmittags um 1 Uhr.
Obgleich die Chronik von Lersner von der modernen Geschichtsforschung kritisch betrachtet wird, bestätigt in diesem Fall ein Eintrag im Kirchenbuch der St. Nicolaus-Kapelle die Information weitestgehend:
Item anno 1464 hat man das huß genannt zum Bornflecken abgebrochen und darnach mit steynen und muwern nuwe gebuwet und ist dasselbe huß gelegen under den kremen [Anm.: Krämergasse, mittelalterliche Bezeichnung für den Markt] zuschen der alden Guldenschaffe und Kursener louben.
Das neu entstandene Gebäude überragte die umgebende Dächerlandschaft fast 500 Jahre, bis die Altstadt 1944 dem Zweiten Weltkrieg zum Opfer fiel. Neben dem Steinernen Haus selbst wurde in nördlicher Richtung dahinter noch eine im Wesentlichen aus zweigeschossigen Fachwerkhäusern bestehende Hofanlage errichtet. Sie diente sowohl den Hausangestellten der jeweiligen Besitzer als Wohnstätte als auch als Unterbringungsmöglichkeit für Gäste der Frankfurter Messe oder von Krönungsfeierlichkeiten. Die Anlage mit ihren zweifelsfrei bedeutsamen Gebäuden aus der ersten Hälfte des 15. Jahrhunderts erhielt sich bis Anfang des 20. Jahrhunderts und wurde erst mit dem Durchbruch der Braubachstraße niedergelegt.
Der Bauherr, Johann von Melem, war kein gebürtiger Frankfurter, sondern stammte aus Köln. Nachdem er 1454 bereits als Großkaufmann die Tochter Johann Dorfelders geheiratet hatte, erhielt er zwei Jahre später als erstes Mitglied seiner Familie das Bürgerrecht in Frankfurt. Die von ihm begründete Melemsche Handelsgesellschaft wurde bald eine der bedeutendsten Firmen des ausgehenden Mittelalters in Frankfurt und Johann einer der reichsten Bürger der Stadt. Die von der auswärtigen Herkunft Melems ableitbaren niederrheinischen Einflüsse haben sich auch in der Architektur seines Baus niedergeschlagen, für die hier auf den architektonischen Abschnitt des Artikels verwiesen sei.
Nach dem Tode Johanns am 20. März 1484 folgte ihm noch im selben Jahr sein gleichnamiger Sohn, Johann von Melem der Jüngere – der den ersten Stein des Steinernen Hauses gelegt hatte – in der Leitung des Handelsgesellschaft nach (s. Bild). Neben dem Geschäft betätigte er sich, im Gegensatz zu seinem Vater, auch an der Verwaltung der Stadt. Seine Karriere dort zeichnete bereits den Werdegang seiner Nachfahren vor, die zunehmend vom Vermögen und gewaltigen Grundbesitz der Familie leben und sich der Politik widmen konnten, anstatt noch vorrangig als Kaufleute tätig zu sein: 1486 wurde er in die Patriziergesellschaft Zum Frauenstein aufgenommen, 1511 bis zu seinem Tod 1529 gehörte er dem Rat der Stadt an und war 1516 sogar jüngerer Bürgermeister.

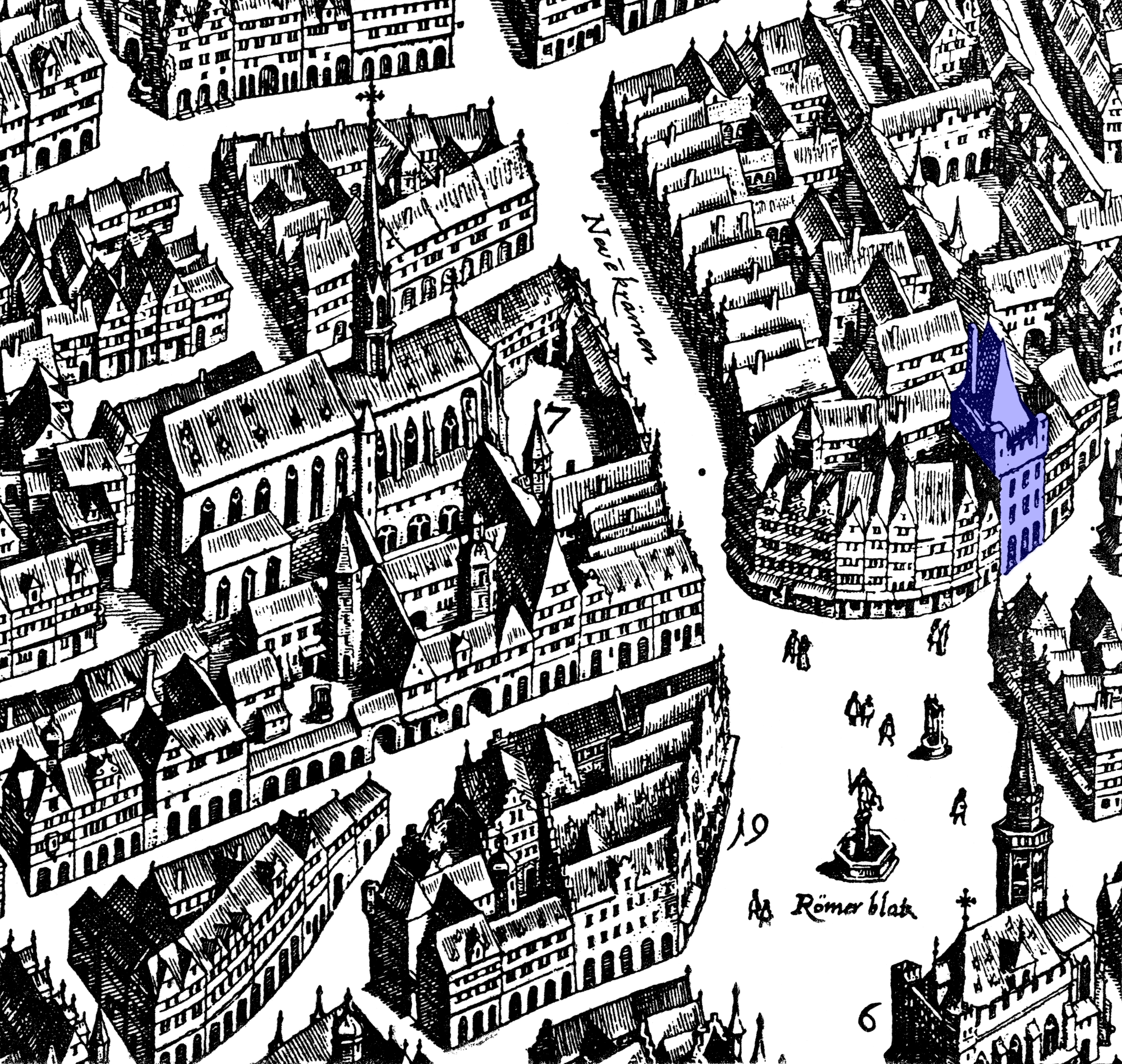
Steinernes Haus auf dem Merian-Plan, 1628

Das Steinerne Haus blieb in den kommenden Generationen in Familienbesitz. Ogier von Melem, der Sohn von Johann von Melem des Jüngeren wurde 1522 nach der Hochzeit mit Brun von Brunfels in die Patriziergesellschaft Alten Limpurg aufgenommen. Damit hatte sich die Familie Melem nur knapp 60 Jahre nach ihrer Ankunft in Frankfurt in den obersten gesellschaftlichen Rängen der Stadt etabliert. Ogier, der 1575 starb, und sein gleichnamiger Sohn, der 1611 starb, haben das Haus stark mit Hypotheken belastet. 1607 verkaufte letztgenannter Ogier von Melem die ihm gehörende Hälfte des Hauses für 2.040 Gulden an die Vormünder der Juliane Margarete Steffan, welche 1610 Johann Philipp Weiß von Limpurg heiratete. Die andere Hälfte war schon im Besitze des Fräulein Steffan, welche die Enkelin einer Schwester von Ogier war.
1642 übergab Johann Philipp Weiß das Haus seinem Schwiegersohn Johann Hektor von Holzhausen gegen eine jährliche Zahlung von 250 Gulden. Nach dem Tode des Schwiegervaters 1644 ging das Haus in seinen Besitz über. Ihm folgte als Eigentümer sein Sohn Johann Maximilian. Mit seinem Tode 1708 endete die Ära, in der das Steinerne Haus alleine durch Familienbande in den Besitz der jeweils nächsten Generation übergegangen war. Knapp 50 Jahre zuvor war das Geschlecht der Melem mit Philipp Ludwig von Melem erloschen, als er 1654 als Frankfurter Gesandter auf dem Reichstag in Regensburg starb.

### Von der Ganerbschaft zum Stadtbesitz (1708 bis 1898)

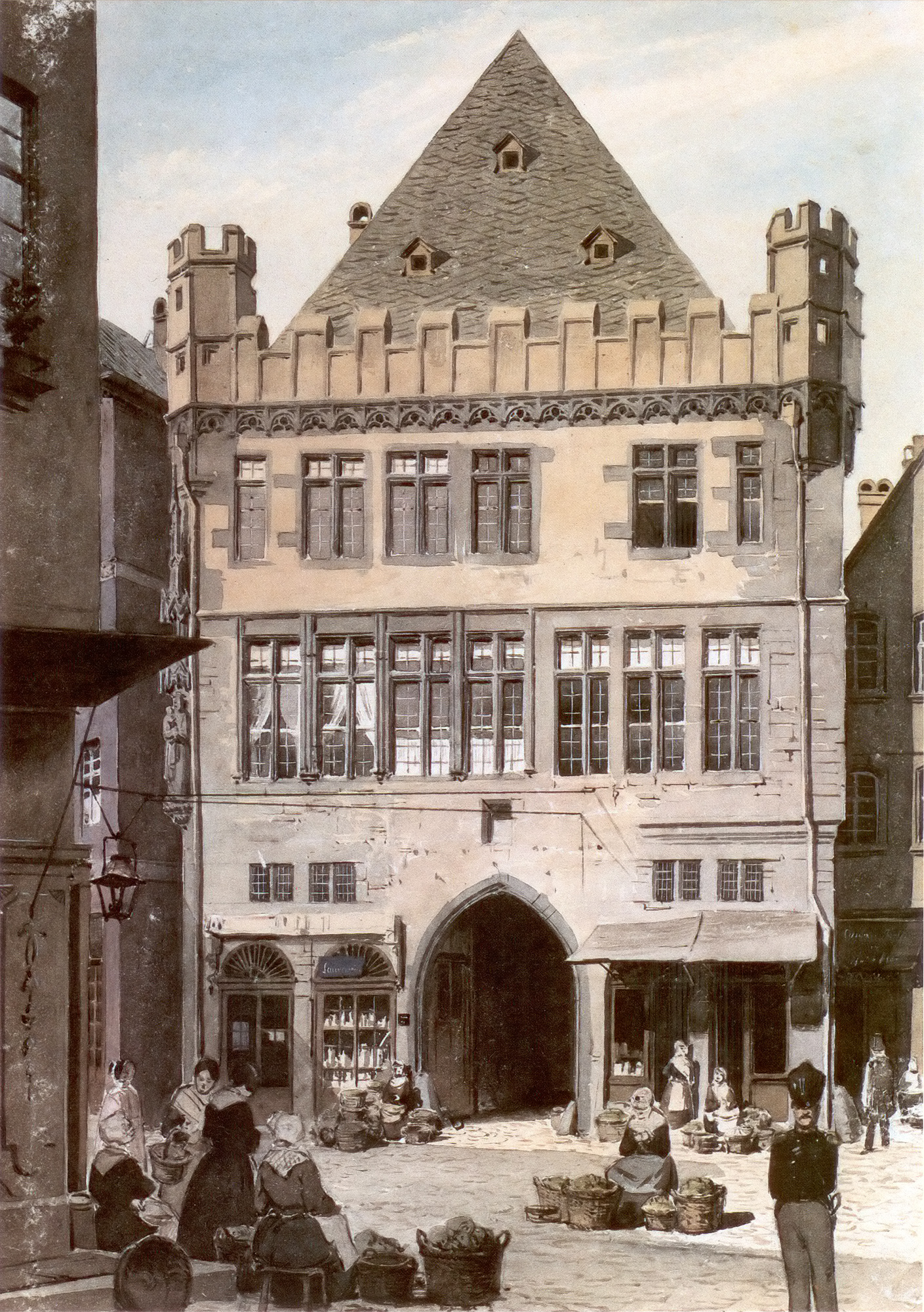
Aquarell von Carl Theodor Reiffenstein, 1845

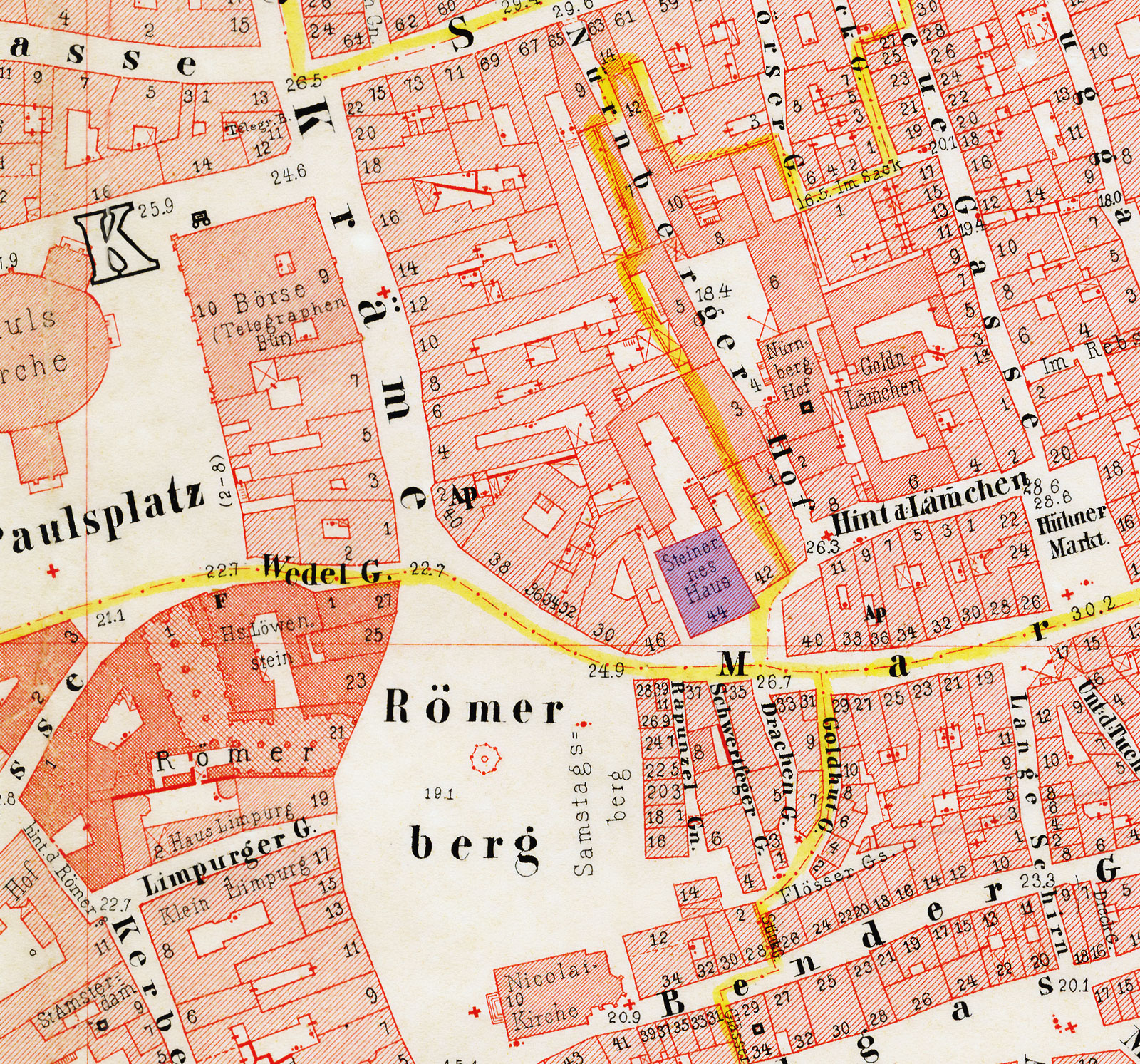
Gebäude auf dem Ravenstein-Plan Frankfurts von 1861

1708 gründeten die insgesamt sechs verbliebenen Erben eine Ganerbschaft. Unter ihnen fanden sich einige hervorragende Geschlechter der Stadt: Maria Sibylla Ruland, eine geborene Glauburg, Anna Sibylla von Holzhausen, eine geborene von Lersner, Johann Philipp von Stalburg sowie Johann Hieronymus und Justinian von Holzhausen.
Die Gesellschaft setzte, wie schon nachweislich sein letzter Besitzer aus der Familie Holzhausen, als Einnahmequelle primär auf eine Vermietung des Gebäudes an bürgerliche Familien und nutzte es nicht mehr selbst als Wohnstätte. Unter den ungezählten Mietern, die über die folgenden rund zwei Jahrhunderte im Steinernen Haus untergebracht waren, ist einer des 18. Jahrhunderts besonders hervorzuheben: um 1750 verlegte der französische Mal- und Zeichenlehrer Roland eine Kunstschule in das Gebäude, die sich von anderen Schulen dieser Art durch eine außergewöhnlich freie Art des Unterrichts abhob. Goethes Schwester Cornelia dürfte zu den bekanntesten nachweisbaren Schülerinnen der Einrichtung zu zählen sein.
Als die Vermietung zu Beginn des 19. Jahrhunderts durch den zunehmenden Bedeutungsverlust der Altstadt immer schwieriger wurde, erlaubten die Ganerben den Mietern auch, selbständig freie Räume an weitere Untermieter zu vergeben. Ursächlich für den Bedeutungsverlust waren vor allem zwei Entwicklungen: infolge der französischen Besetzung, der Blockade des Wirtschaftsverkehrs mit England sowie der beginnenden Industrialisierung wurde das klassische Messegeschäft innerhalb weniger Jahrzehnte auf einen wirtschaftlich bedeutungslosen Jahrmarkt reduziert. Zum anderen fanden mit dem Untergang des Heiligen Römischen Reiches Deutscher Nation 1806 auch die Kaiserkrönungen und damit verbundenen Feierlichkeiten ein plötzliches Ende. Die wirtschaftlichen Auswirkungen für Hausbesitzer im alten Zentrum der Stadt lassen sich durch Steuerbücher der Zeit belegen: zur Zeit Johann Hektor von Holzhausens brachten die ständigen Mieten 172 Gulden 30 Kreuzer, die Vermietung an Messfremde aber 325 Gulden ein. Das bedeutet, dass alleine die Messe knapp 2/3 der Einnahmen des Gebäudes begründete. Auch die Vermietung zu Zeiten der nur unregelmäßig stattfindenden Kaiserkrönungen ist offenbar nicht zu unterschätzen: so behielten es sich die Ganerben im 18. Jahrhundert bei allen Mietverträgen explizit vor, die vorderen Räume mit ihren vielen Fenstern, die einen exzellenten Blick auf den Markt boten, zu Zeiten von Kaiserkrönungen an gut zahlende Schaulustige zu vergeben.
Trotz alledem diente das Gebäude 1848 und 1849 der konservativen Fraktion der in der nahen Paulskirche tagenden Frankfurter Nationalversammlung als Treffpunkt. Unter Joseph von Radowitz versammelten sich regelmäßig die Ultramontanen, wie man sie damals auch nannte, zur Besprechung von Kirchen- und Schulfragen; die Bekanntesten von ihnen waren wohl Ignaz von Döllinger, August Reichensperger und Beda Weber.
Spätestens ab dem zweiten Drittel des 19. Jahrhunderts, als der gründerzeitliche Bauboom vor den Toren der Stadt einsetzte, kam auch das Steinerne Haus zusammen mit dem Rest der Altstadt zusehends in Verfall und erlitt größere Schäden an seinem äußeren (vgl. Bild) und inneren Bauschmuck. Dieser war bis zu diesem Zeitpunkt im Wesentlichen seit dem 15. Jahrhundert unverändert geblieben. In Anbetracht zeitgleich vielerorts stattfindender Straßendurchbrüche in der Altstadt und Abbrüchen mittelalterlicher Bauten von teils großem historischen Wert war das Frankfurter Stammhaus der Melems zu jener Zeit gefährdet wie nie zuvor.

### Vom Stadtbesitz bis zum Zweiten Weltkrieg (1898 bis 1944)

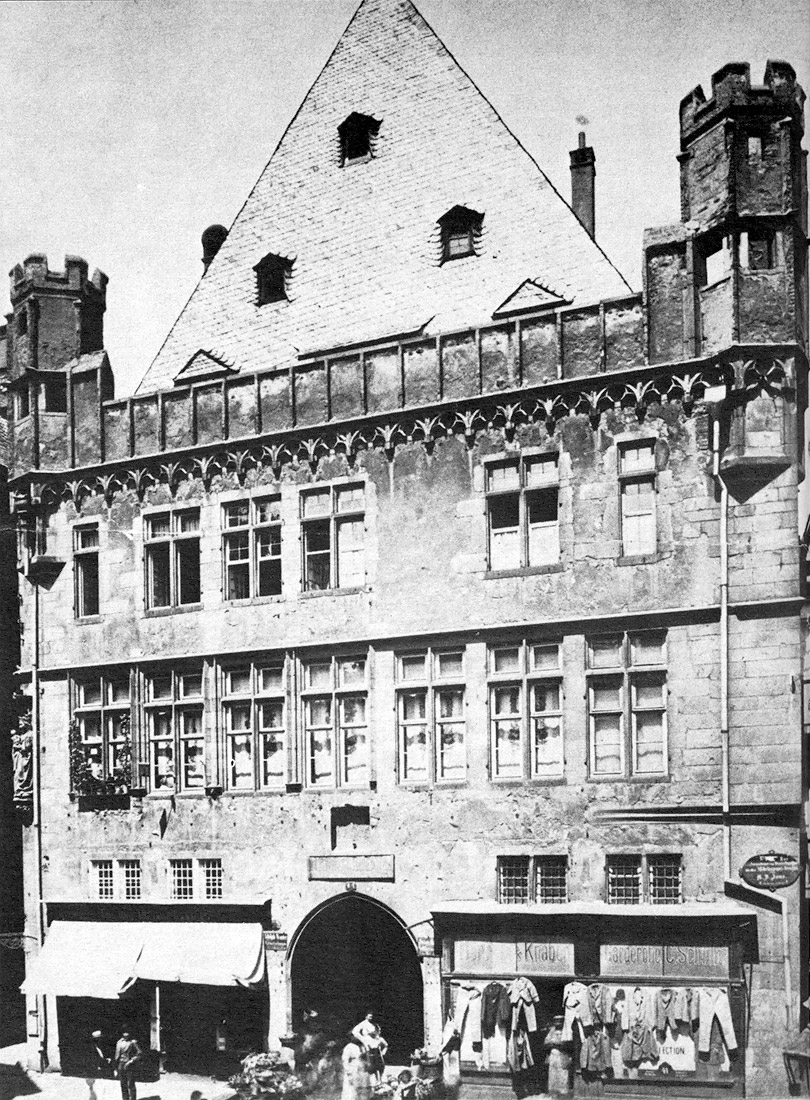
Steinernes Haus vor der Renovierung, 1880

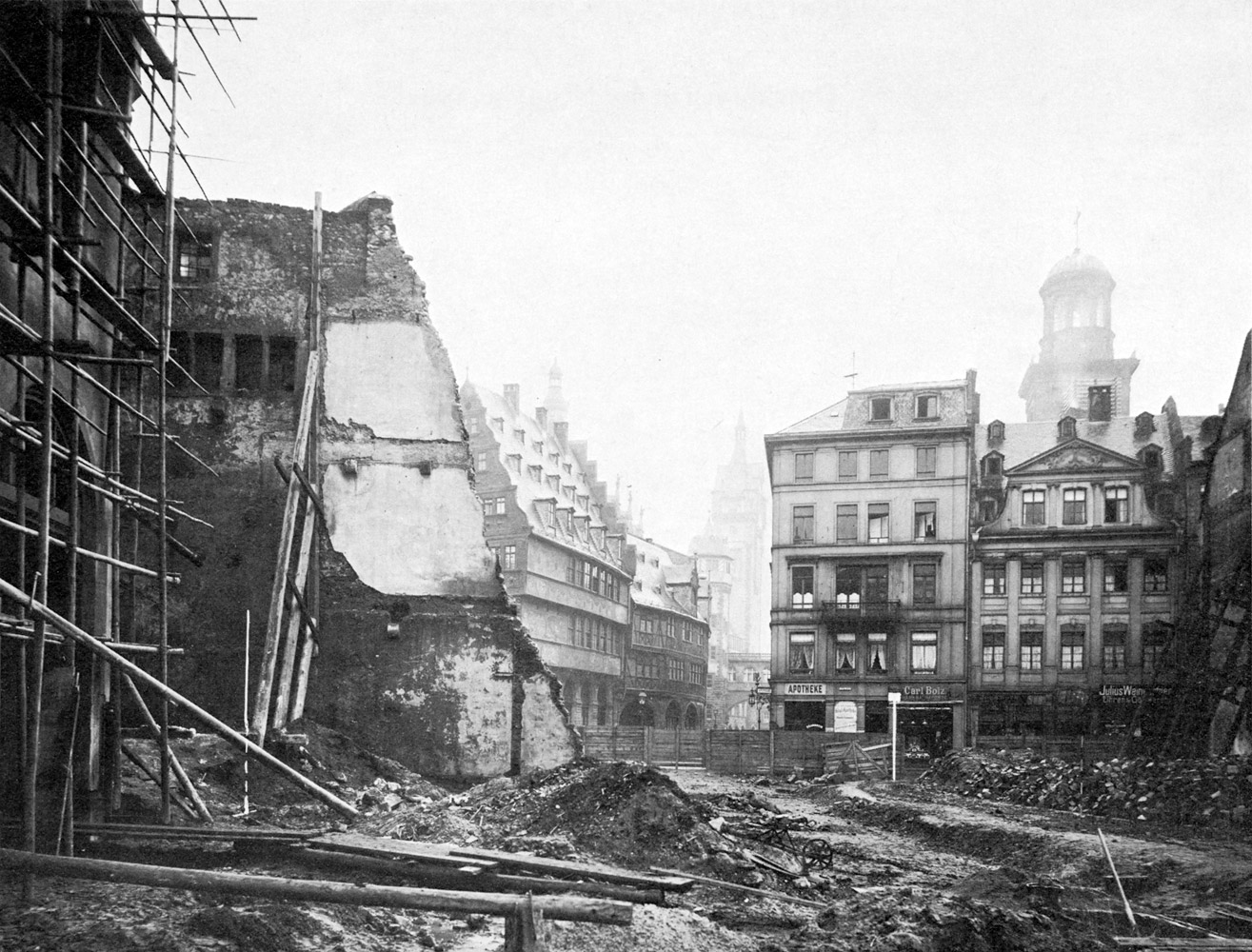
Durchbruch der Braubachstraße, 1904

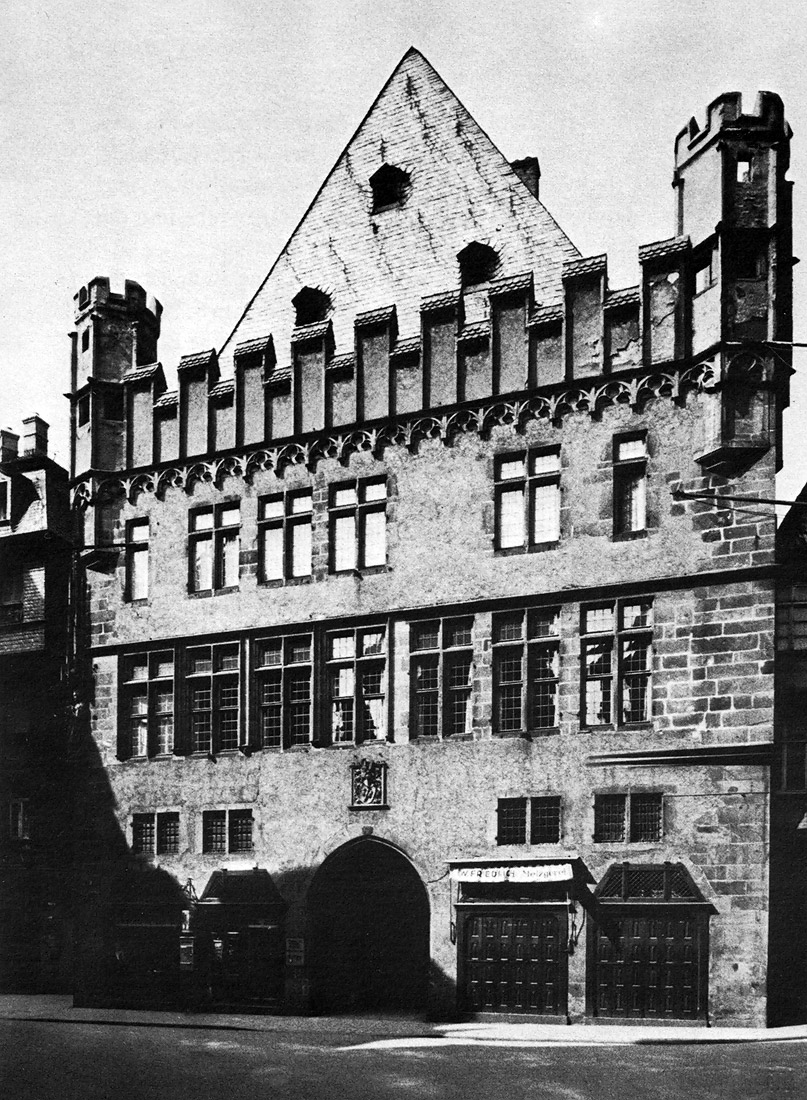
Steinernes Haus nach der Renovierung, ca. 1910

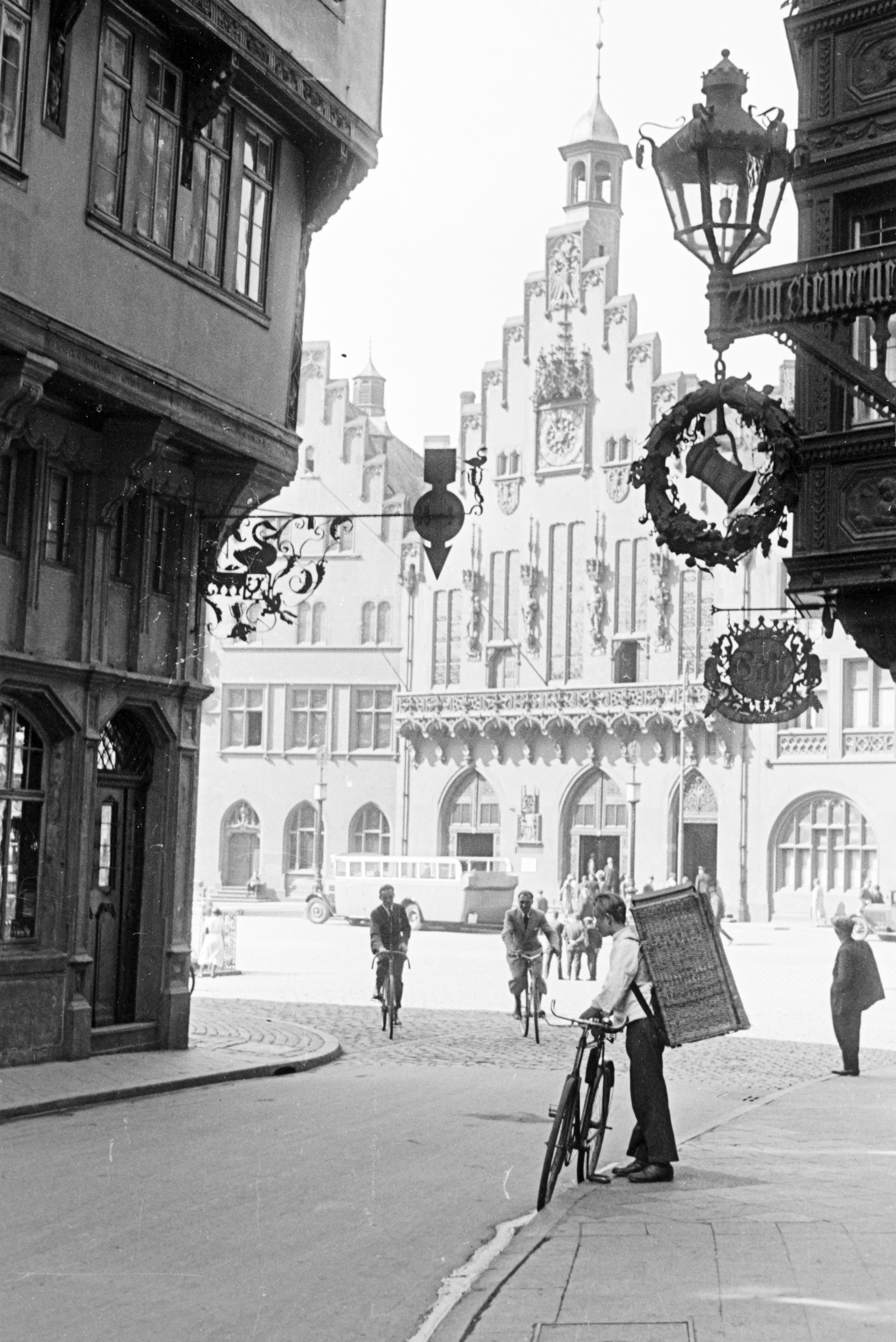
Blick von der Ecke des Steinernen Hauses auf den Römer, Mitte der 1930er-Jahre.

In den 1880er Jahren begann die Stadt Frankfurt bedeutende Bürgerbauten der Altstadt aufzukaufen und aufwändig zu restaurieren, um sie vor einem weiteren Verfall zu schützen und als Baudenkmäler zu erhalten. Beispiele dafür sind das Haus zur Goldenen Waage (1898 gekauft, 1899 restauriert, 1944 zerstört) oder der Große und Kleine Engel (1906 gekauft und restauriert, 1944 zerstört, 1982 rekonstruiert).
So erwarb die Stadt 1898 auch das Steinerne Haus, neben dem Haus Fürsteneck und dem Leinwandhaus seinerzeit einer der letzten noch verbliebenen gotischen Steinbauten der Stadt. Der Ganerbschaft, die bis dato trotz leicht veränderter Familienanteile im Wesentlichen Bestand gehabt hatte, bezahlte man dafür 250.000 Mark. Die dahinterstehenden denkmalpflegerischen Absichten lassen sich in der Begründung des Magistrats für den Kauf erkennen:
Die Stadt muß hohen Wert darauf legen, ein Gebäude, das für die Baugeschichte Frankfurts von so hervorragender Bedeutung ist, in eigenen Besitz zu erwerben und dadurch zu verhindern, daß ein solches Baudenkmal allmählich vernachlässigt oder gar vernichtet werde.
Dass dies jedoch nicht für alle Bauten der Frankfurter Altstadt galt, zeigte der Durchbruch der Braubachstraße von 1904 bis 1906, dem weit über hundert, darunter zahlreiche in ihrer Substanz mittelalterliche Fachwerkhäuser zum Opfer fielen. Darunter waren bereits im Jahr 1904 die gesamten Hinterhofbauten des Steinernen Hauses, obgleich die geschlagene Wunde sogleich mit einem historistischen Bau zur Braubachstraße hin wieder geschlossen wurde. Dieser war von Anfang an als Restaurant der gehobenen Klasse konzipiert und knüpfte in seinen neogotischen Formen durchaus an den Stil seines zum Markt gelegenen Pendants an.
Nur wenige Jahre später überließ die Stadt das Gebäude auf Anregungen aus Künstlerkreisen hin der Frankfurter Künstlergesellschaft, der es bereits in den Jahrzehnten davor oftmals als Treffpunkt gedient hatte. Um die finanziellen Mittel für eine grundlegende Sanierung zu akquirieren, veranstaltete die Künstlergesellschaft am 6., 7. und 8. April 1905 ein Altstädtisches Fest in den Festräumen des Römers. Dem Fest lag der Gedanke zugrunde, Leben und Treiben in den Tagen einer mittelalterlichen Kaiserkrönung in Frankfurt für drei Tage wieder aufleben zu lassen. Die Aktion kann im Rückblick wohl als Erfolg bezeichnet werden, belief sich der Reingewinn doch auf 60.000 Mark.
In der folgenden Zeit wurde das Steinerne Haus nach Plänen des Architekten Franz von Hoven seiner baugeschichtlichen Bedeutung entsprechend aufwändig renoviert; unter anderem wurden stilwidrige Einbauten entfernt, wertvolle Gebäudeteile freigelegt sowie eine moderne Beleuchtung und moderne Garderoben- und Toilettenräume eingebaut. Bereits am 19. Januar 1907 fand nach Abschluss der Bauarbeiten die Einweihungsfeier der Künstlergesellschaft statt. Mit Ausstellungen und Veröffentlichungen machte sich das Haus schnell über die Stadtgrenzen hinaus wieder einen Namen. Wie der Vergleich fotografischer Außenaufnahmen des Gebäudes zeigt, wurden in den folgenden Jahren auch die ursprüngliche gotische Außengestalt und der Gebäudeschmuck teils rekonstruktiv wiederhergestellt; insbesondere der 1842 vermauerte Zinnenkranz sowie der 1872 abgebrochene Baldachin der Madonnenstatue an der Südwestecke des Hauses zeigten sich alsbald in ihrer ursprünglichen Erscheinung (vgl. Bild).

### Zweiter Weltkrieg, Wiederaufbau und Gegenwart (1944 bis heute)
Im Zweiten Weltkrieg brannte das Gebäude bei einem Luftangriff am 22. März 1944, der auch die restliche Altstadt in Trümmer legte, innerlich völlig aus. Aufgrund der massiven Bauweise blieben die Außenmauern aber zunächst noch gut erhalten. Zwei Tage später erlitt es am 24. März 1944 dann einen Volltreffer durch eine Sprengbombe, der aufgrund der nun fehlenden inneren Statik die komplette Fassade niederriss. Aus kunsthistorischer Sicht äußerst schmerzvoll ist der Verlust der gesamten Inneneinrichtung aus gotischer Zeit. Wie durch ein Wunder blieben das gotische Gewölbe mit den steinernen Wappen des Ehepaars Melem in der Tordurchfahrt des Erdgeschosses sowie der historistische Gebäudepart an der Braubachstraße fast unbeschadet erhalten.
Obwohl die Ruinen der restlichen Altstadt schon zu Beginn der 50er Jahre beseitigt und alsbald durch Zweckbauten im Stil der Zeit ersetzt worden waren, blieb das Steinerne Haus von diesem Schicksal verschont. 1959 bis 1962 wurde es mit einem für diese Zeit ungewöhnlich hohen Aufwand von 2,4 Millionen DM (heute entsprechend etwa 4 Millionen Euro) wieder aufgebaut. Im Gegensatz zu vielen anderen Wiederaufbauprojekten orientierte man sich dabei sehr stark am Original; zu seiner Zeit war das Steinerne Haus zusammen mit dem Goethe-Haus der einzige Bürgerbau der Altstadt überhaupt, den man rekonstruierte. Allerdings beschränkte sich die Rekonstruktion auf das äußere Erscheinungsbild, die Innenräume wurden in Zweckformen der Zeit errichtet und anschließend wieder dem Kunstverein zur Verfügung gestellt. Weiterhin erhielt das Gebäude einen modernen Anbau an der Ostseite, um seine Nutzfläche zu vergrößern und für Barrierefreiheit zu sorgen. Am 8. November 1962 wurde das rekonstruierte Steinerne Haus mit einer Edvard-Munch-Ausstellung feierlich eingeweiht und dient seitdem mit Ausstellungsräumen wieder seinem alten Zweck als eines der Zentren der Kunst in Frankfurt. Auch der nördliche Gebäudeteil an der Braubachstraße diente schon bald wieder als Restaurant und präsentiert sich nach der Reparatur kleinerer Kriegsschäden bis heute äußerlich wie innerlich unverändert.
Im Rahmen des Dom-Römer-Projektes entstanden 2013 bis 2018 südlich und östlich des Steinernen Hauses  die historisch bedeutenden Gassen Markt und Hinter dem Lämmchen mit ihrer kleinteiligen, teilweise nach historischen Vorbildern rekonstruierten Bebauung neu. Der Frankfurter Kunstverein ergänzte im Rahmen des Projektes den modernen Anbau um einen zweiten Eingang, der sich nach Osten zur Gasse Hinter dem Lämmchen hin öffnet. Im September 2018 wurde an der Fassade des Anbaus die Außenskulptur Die Große Illusion des Künstlerduos Wolfgang Winter und Berthold Hörbelt installiert. Der neue Eingang bildet zusammen mit der Skulptur eine Blickachse vom Hühnermarkt durch die Gasse Hinter dem Lämmchen mit einem markanten Kontrast zwischen der modernen und der rekonstruierten Architektur.

## Architektur

### Allgemeines

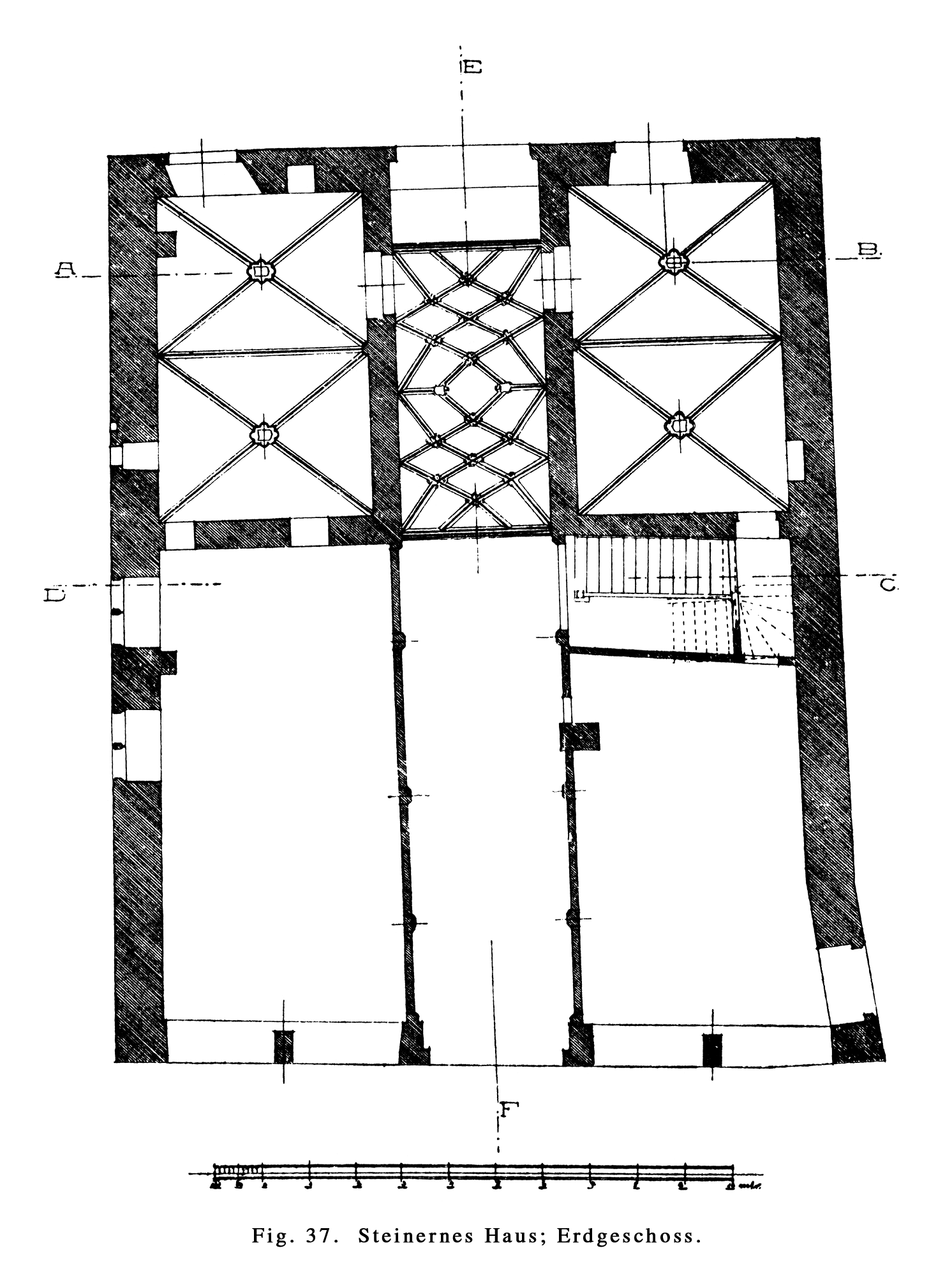
Plan des Erdgeschosses, um 1900

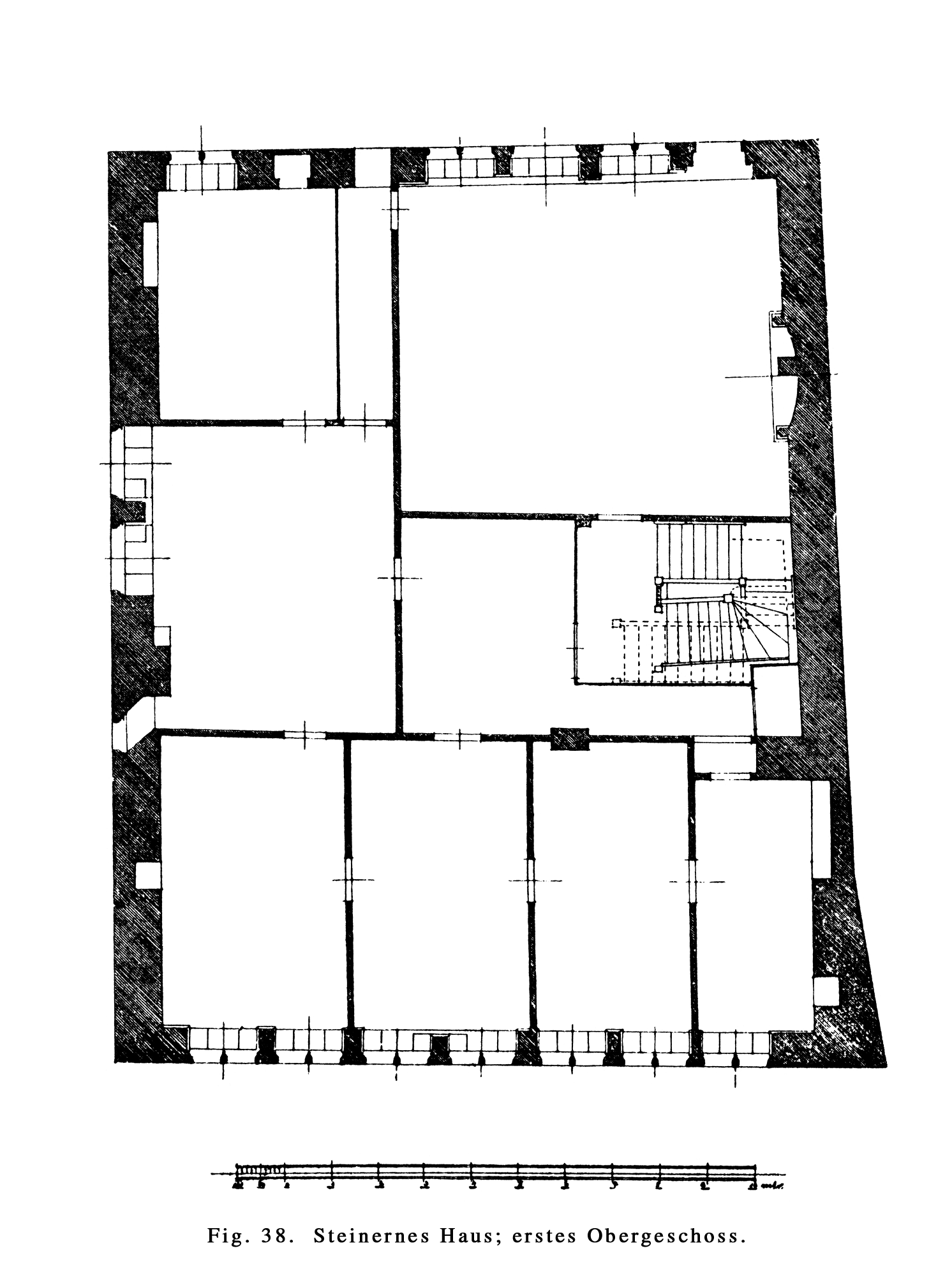
Plan des ersten Obergeschosses, um 1900

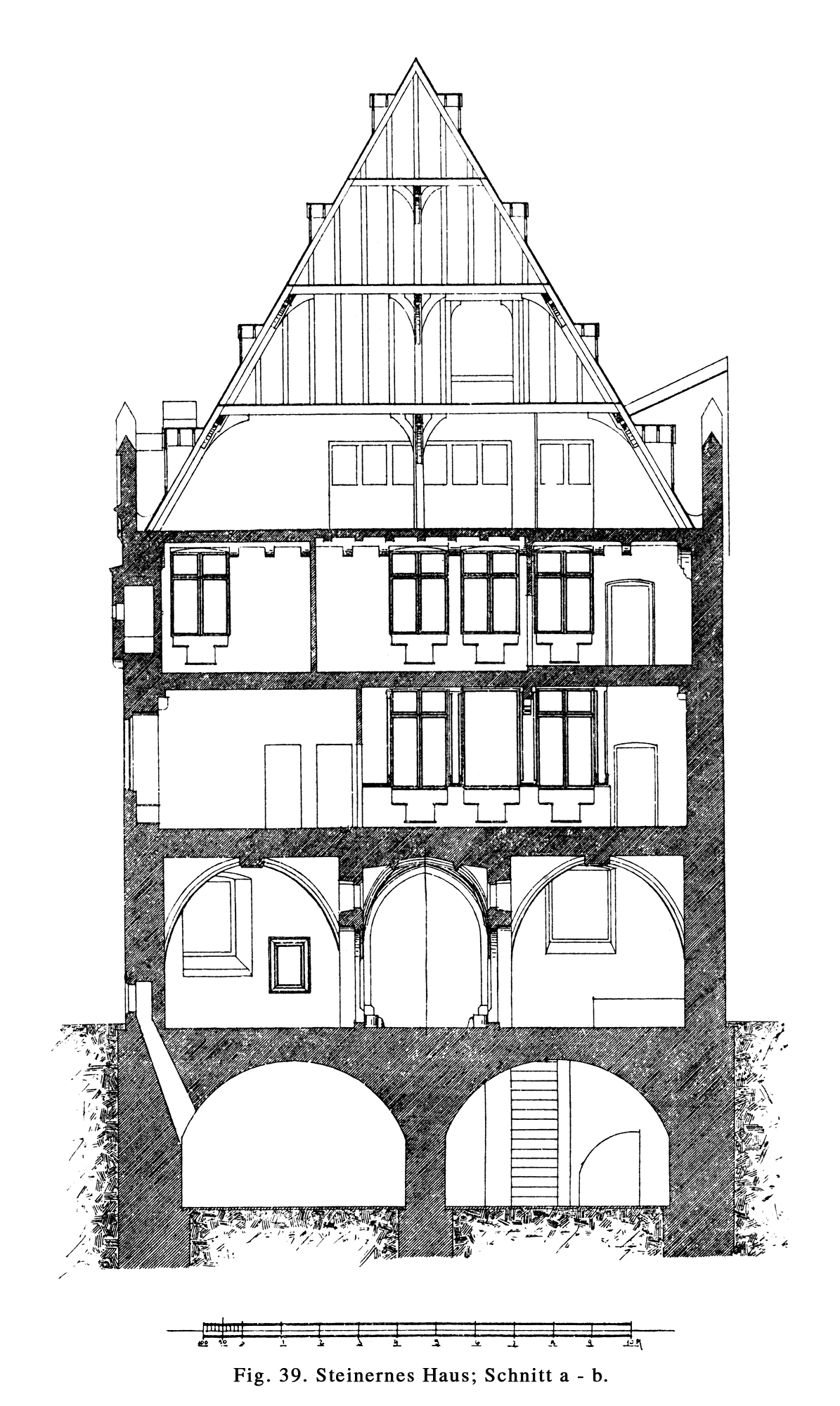
Schnitt in Ost-West-Richtung, um 1900

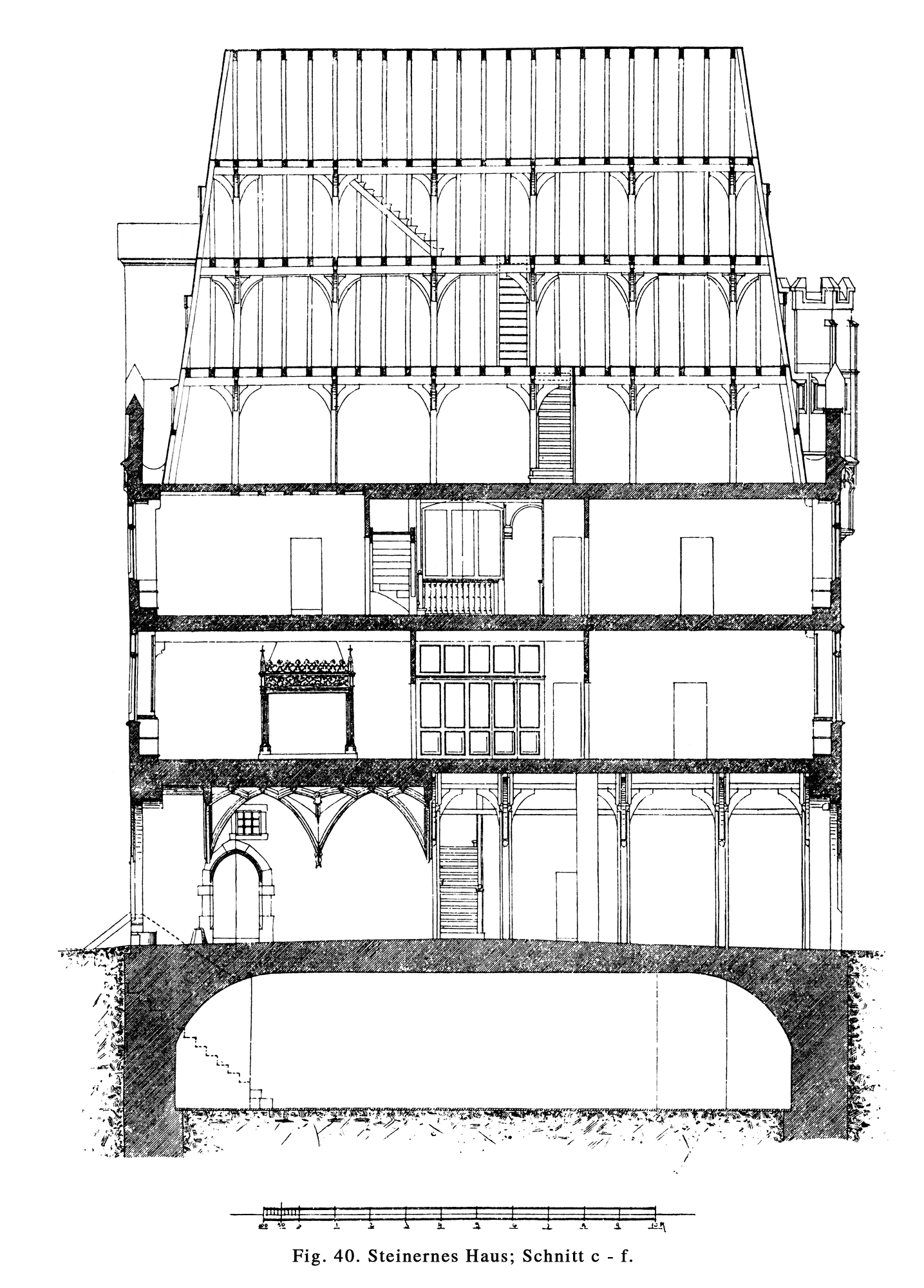
Schnitt in Nord-Süd-Richtung, um 1900

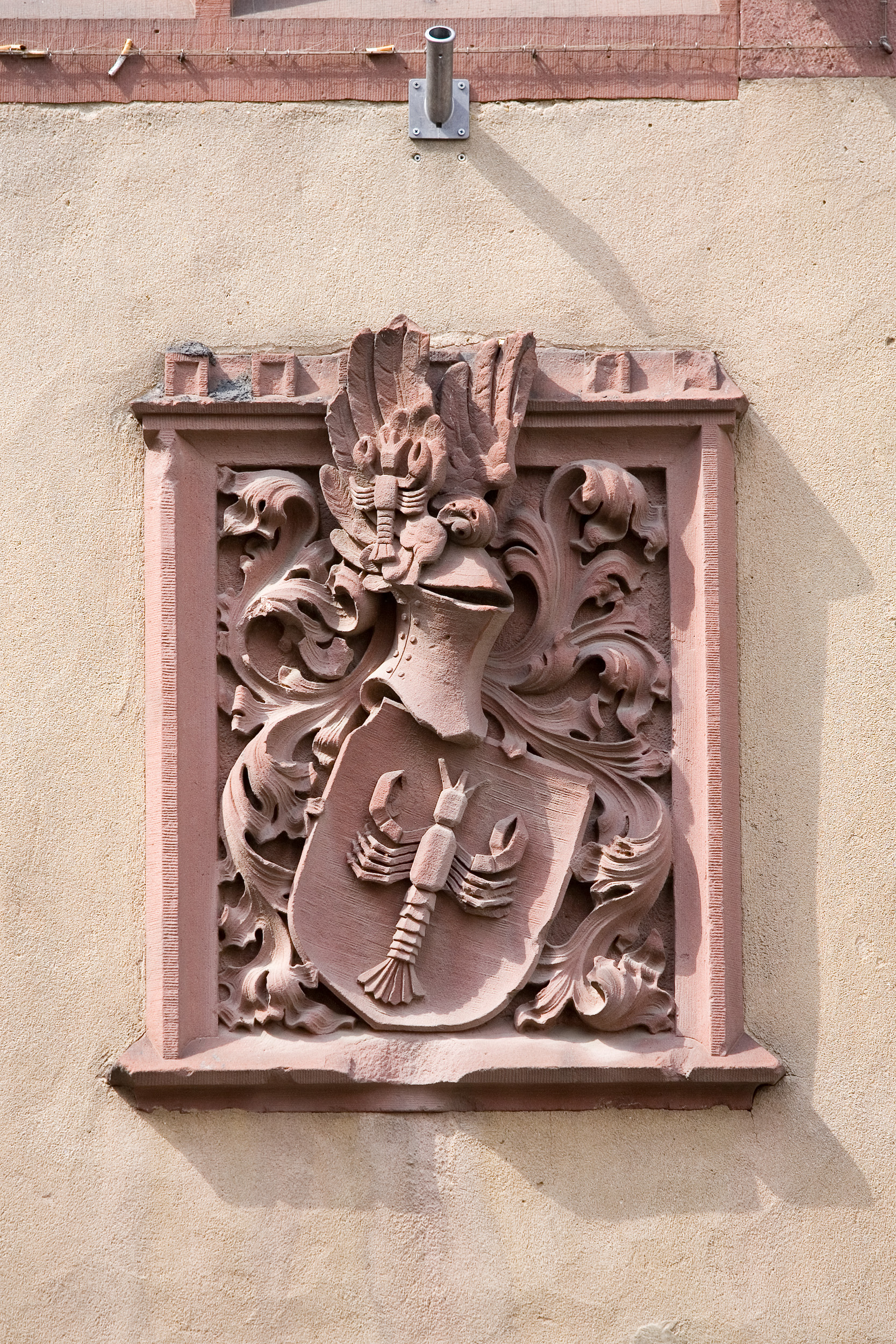
Wappen der Familie Melem

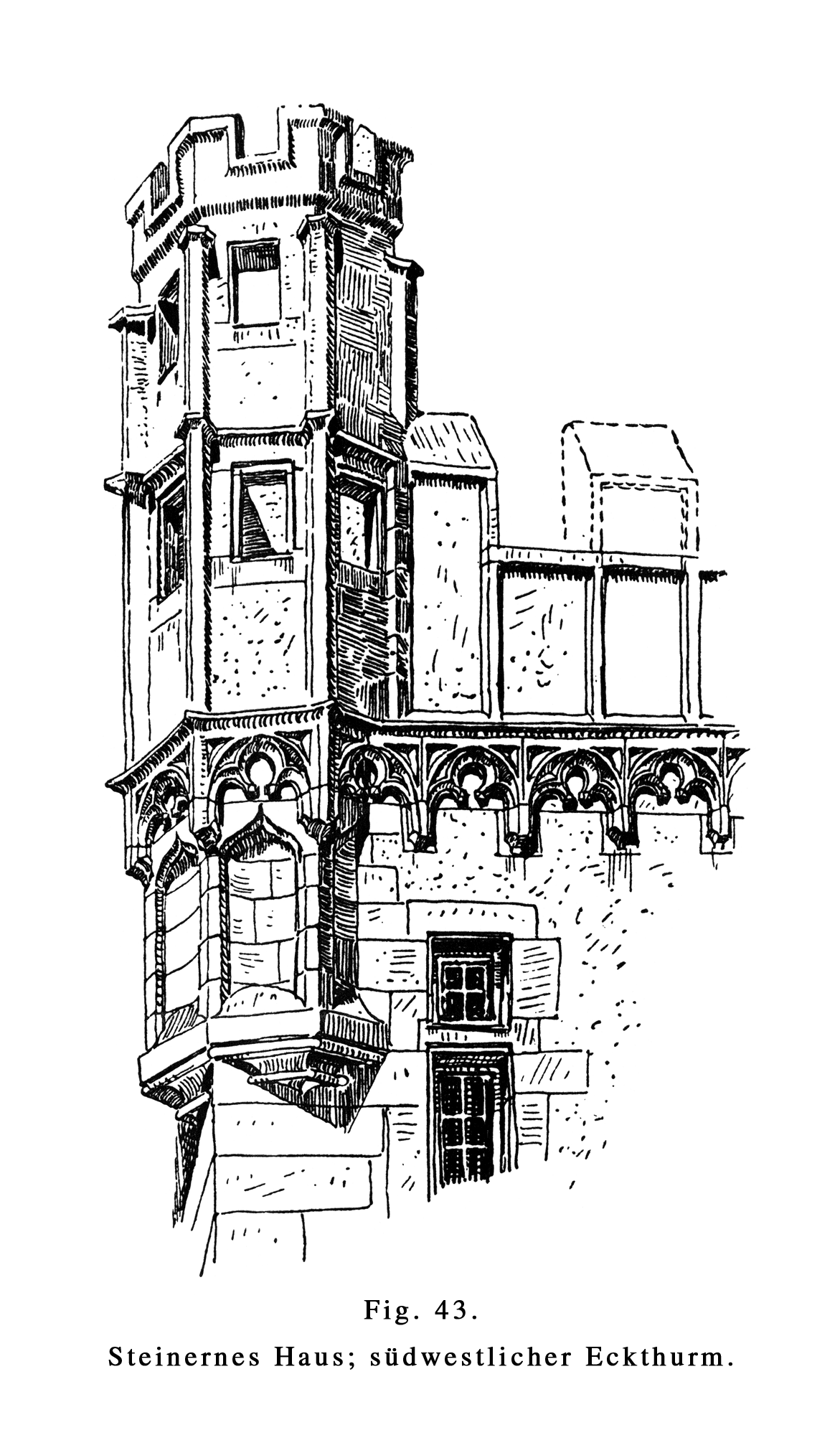
Detail der oberen südwestlichen Hausecke

Das Steinerne Haus ist der letzte noch existierende bürgerliche Profanbau seines Typs in Frankfurt, von dem es im Mittelalter im Bereich der heutigen Altstadt um die zwanzig gab. Nur wenige von diesen gotischen Steinbauten, dafür jedoch umso bedeutendere wie der Große Braunfels oder das Fürsteneck, erhielten sich bis ins 20. Jahrhundert, fielen jedoch sämtlich den Bomben des Zweiten Weltkriegs zum Opfer. Ebenso erging es dem Leinwandhaus, das erst in den 80er Jahren wieder aufgebaut wurde und dem Steinernen Haus architektonisch sehr nahekommt. Es ist jedoch seit seiner Erbauung 1399 dem öffentlichen Profanbau zuzurechnen.
Das Steinerne Haus ist im denkmalpflegerischen Sinne nur noch wenig mittelalterlich: obwohl sich – abgesehen von der Fassade – die Außenmauern größtenteils erhielten, mussten sie beim Wiederaufbau größtenteils abgetragen werden. Zum einen hatte die ungeheure Hitze des Feuersturms den Putz geschwächt, wie es Fried Lübbecke schon 1944 in befürchtet und berichtet hatte. Zum anderen war die Ruine lange Zeit uneingedeckt Wind und Wetter ausgesetzt, so dass Feuchtigkeit in das Mauerwerk einziehen konnte.
So besteht das Steinerne Haus heute, abgesehen vom erhaltenen Gewölbe des Erdgeschosses und geringen Teilen der Außenmauern, weitestgehend aus Baumaterialien der 1950er Jahre. Auch das Innere hat sich in den etwas über 15 Jahren zwischen der Zerstörung 1944 und dem Abschluss des Wiederaufbaus 1962 so stark verändert wie in den über 500 Jahren zuvor nicht.

### Äußeres

#### Allgemeine Beschreibung
Die massiven Außenmauern des Gebäudes bedecken eine fast quadratische Parzelle, die für mittelalterliche Verhältnisse mit ungefähr 15 Metern in der Breite und 20 Metern in der Tiefe enorme Maße aufwies (vgl. Bilder u. Ravenstein-Plan). Sie zeigt mit einem stumpfen Winkel zur Südostecke hin bis heute noch den ursprünglichen Grundriss des Hauses Bornfleck, das 1464 zugunsten des Steinernen Hauses abgerissen wurde. Die hierdurch hervorgerufene Asymmetrie des Grundrisses hat der mittelalterliche Baumeister geschickt durch ein Gesims ausgeglichen, das sich – zunächst merkwürdig erscheinend – nur an der südöstlichen Hausecke zwischen Erd- und erstem Geschoss befindet. So folgt nur das Mauerwerk des Erdgeschosses bis zum Gesims dem asymmetrischen Grundriss, die darüber befindlichen Geschosse sind gerade ausgerichtet.
Die zum Markt gewandte Fassade ist im Bereich des Erdgeschosses durch ein großes spitzbogiges Tor mit je zwei Rundbögen links und rechts vertikal fünfachsig gegliedert. Die horizontale Gliederung ist gleichfalls äußerlich ersichtlich: Mit dem Erdgeschoss beherbergt das Haus drei Stockwerke, wobei das erste und zweite durch ein kräftiges Gesims voneinander getrennt sind. An das Erdgeschoss schließt außerdem ein niedriges Zwischengeschoss an, die so genannte Bobbelage. Diese Bauweise ist für die Frankfurter Häuser des Mittelalters charakteristisch; das Zwischengeschoss diente als Lagerraum, während im Erdgeschoss während der Messezeiten die Waren für den Verkauf aufgestapelt wurden.
Im Bereich der Bobbelage befindet sich über dem spitzbogigen Tor eine Steinmetzarbeit mit dem Wappen der Familie Melem, links und rechts ein kleines Rechteckfensterpaar über jedem Rundbogen. Die sich darüber anschließenden Stockwerke sind mit zahlreichen, für die Erbauungszeit enorm großen Kreuzstockfenstern durchbrochen, die allerdings unregelmäßig über die Front verteilt sind.
So zeigt der erste Stock eine Gruppe von vier gleich verteilten Fenstern neben einer Gruppe von drei gleich verteilten Fenstern, die sich sowohl im Baumaterial wie auch in ihrer Profilierung unterscheiden. Die erstgenannte Gruppe ist – anders als die anderen Fenster am Haus – aus rotem Mainsandstein und nochmals von separaten Profilleisten eingerahmt; die zweite Gruppe ist dagegen, wie alle weiteren Fenster am Haus, aus Basalt und ohne zusätzliche Profilleisten. Von einem kräftigen horizontalen Gesims über die gesamte Fassade getrennt, weist der zweite Stock ähnliche Verhältnisse auf; hier gibt es ganz links ein sehr schmales Fenster, eine sich daran anschließende Gruppe von drei gleich großen Fenstern, einen großen Freiraum, nun wieder ein einzelnes Fenster von der gleichen Größe wie das der vorangegangenen Gruppe, und anschließend rechts wieder ein sehr schmales, sozusagen halbes Kreuzstockfenster.
Um das sich dem zweiten Geschoss anschließende steile Walmdach verläuft ein begehbarer Wehrgang mit einem Zinnenkranz, der – allerdings nur an der Straßenfront – in zweistöckigen, wiederum von Zinnen gekrönten, überhängenden Ecktürmchen endet. Unter dem Wehrgang verläuft als klassisches gotisches Gestaltungselement ein Dreipassfries. Das Walmdach selbst beherbergt noch einmal vier Dachgeschosse, in die durch kleine Gauben etwas Licht einfällt.
Die asymmetrische Verteilung der Fenster hat in der Literatur immer wieder zu Spekulationen geführt, inwieweit sich hierin eventuell die bauliche Situation von 1464 widerspiegelt, als das Steinerne Haus auf den Parzellen zweier zuvor eigenständiger Häuser erbaut wurde. Weitere Beweise dafür, dass das Steinerne Haus, wie wir es heute kennen, eventuell in zwei autonomen Bauabschnitten entstand, meint man darin zu sehen, dass in historischen Urkunden der Zeit immer nur von Haus Bornfleck, nicht aber von Haus Rauchfaß die Rede ist. Tatsächlich genügt aber schon ein Vergleich von Plänen, die die alte Raumeinteilung zeigen (vgl. Bilder), um mit größter Sicherheit nachzuweisen, dass die Fensterabstände einzig aus der ursprünglichen inneren räumlichen Gliederung resultieren.

#### Die Madonna am Steinernen Haus

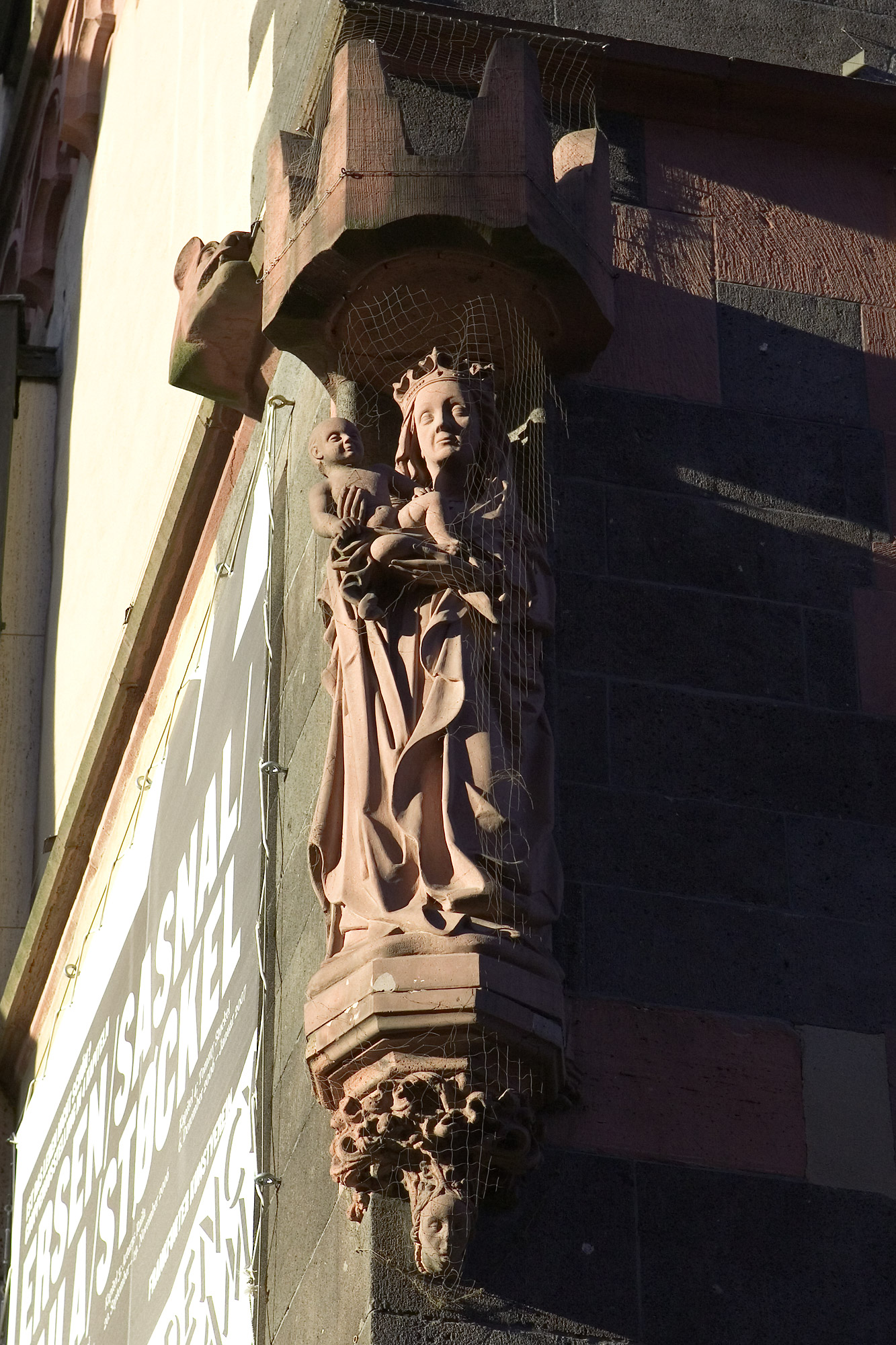
Madonna am Steinernen Haus

An der südwestlichen Hausecke befindet sich in Höhe des ersten Geschosses seit der Entstehungszeit des Gebäudes eine Madonnenfigur. Eine alte Sage beschreibt ihre Entstehung:
Johann von Melem wollte, wie es im Mittelalter üblich war, eine Madonna an der dem Römerberg zugewandten Seite seines neuen Hauses anbringen lassen. Er beauftragte einen jungen Frankfurter Steinmetz namens Andreas mit dieser Arbeit. Andreas war nach seiner Lehre auf Wanderschaft in Italien gewesen. Nun kam er mit einer Empfehlung der italienischen Handelspartner Melems in seine Heimatstadt zurück. Er erhielt eine Werkstatt im Haus zugewiesen, wo er Tag und Nacht an seinem Werk arbeitete.
Eines Abends trat er vor die Tür seiner Werkstatt und erblickte hinter einem Fenster Ursula, die jüngere Tochter Johanns von Melem, die in seiner Jugend seine Spielgefährtin gewesen war. Auch Ursula erkannte ihn sogleich. Die beiden verliebten sich ineinander, mussten jedoch bald die Aussichtslosigkeit einer Verbindung zwischen dem Handwerker und der Patriziertochter einsehen.
Bald darauf hielt ein Kölner Kaufmannssohn bei Johann von Melem um Ursulas Hand an, und der stimmte zu. Melem legte den Termin der Hochzeit fest und bat Andreas, die Madonnenfigur bis dahin fertigzustellen.
Kurz vor der Hochzeit kamen Ursula und ihre Eltern eines Morgens an der Werkstatt vorbei. Die Tür war nur angelehnt, die Werkstatt aufgeräumt und verlassen. In der Mitte stand die Madonna mit dem Kind; sie trug Ursulas Züge. Andreas hatte die Stadt in der Nacht zuvor verlassen, um nie mehr zurückzukehren, so dass ein anderer den Baldachin fertigstellen musste. Der Sage nach bat Ursula ihren Vater, die geplante Hochzeit abzusagen, um ledig zu bleiben.
Tatsächlich überliefert das erhaltene Familienbuch der Melems jedoch, dass Ursula den Frankfurter Patrizier Walter Schwarzenberg heiratete und nach dessen Tod Bernhard Rohrbach. Ursulas ältere Schwester Katharina war mit dem Patrizier Jakob Heller verheiratet.
Die heute zu sehende Madonna ist eine Kopie des Originals, das ebenfalls durch die Kriegseinwirkungen schwer beschädigt wurde und nur noch fragmentarisch im Historischen Museum erhalten ist. Auch ist der heute zu sehende Baldachin nur ein mäßiger Ersatz für das Original, das mit meisterlich gearbeiteten Fialen, selbige wieder mit Kreuzblumen geschmückt, ein bedeutsames Werk mittelalterlicher Steinmetzkunst darstellte. Er wurde allerdings bereits 1872 auf Beschwerden einiger Marktfrauen hin abgebrochen, da er sich nach über 400 Jahren in seine Bestandteile auflöste und diese auf die Straße zu stürzen drohten. Einige Fragmente konnten dennoch gerettet und für seine Wiederherstellung Anfang des 20. Jahrhunderts verwendet werden.
Dieser wiederhergestellte Baldachin teilte dann allerdings das Schicksal der ihm unterstellten Madonna und wurde beim Wiederaufbau durch die heute zu sehende, weit schlichtere Variante ersetzt. Eine Rekonstruktion des originalen Zustands erscheint in Anbetracht der guten Dokumentationslage zumindest möglich.

#### Bezüge zur mittelrheinischen Architektur

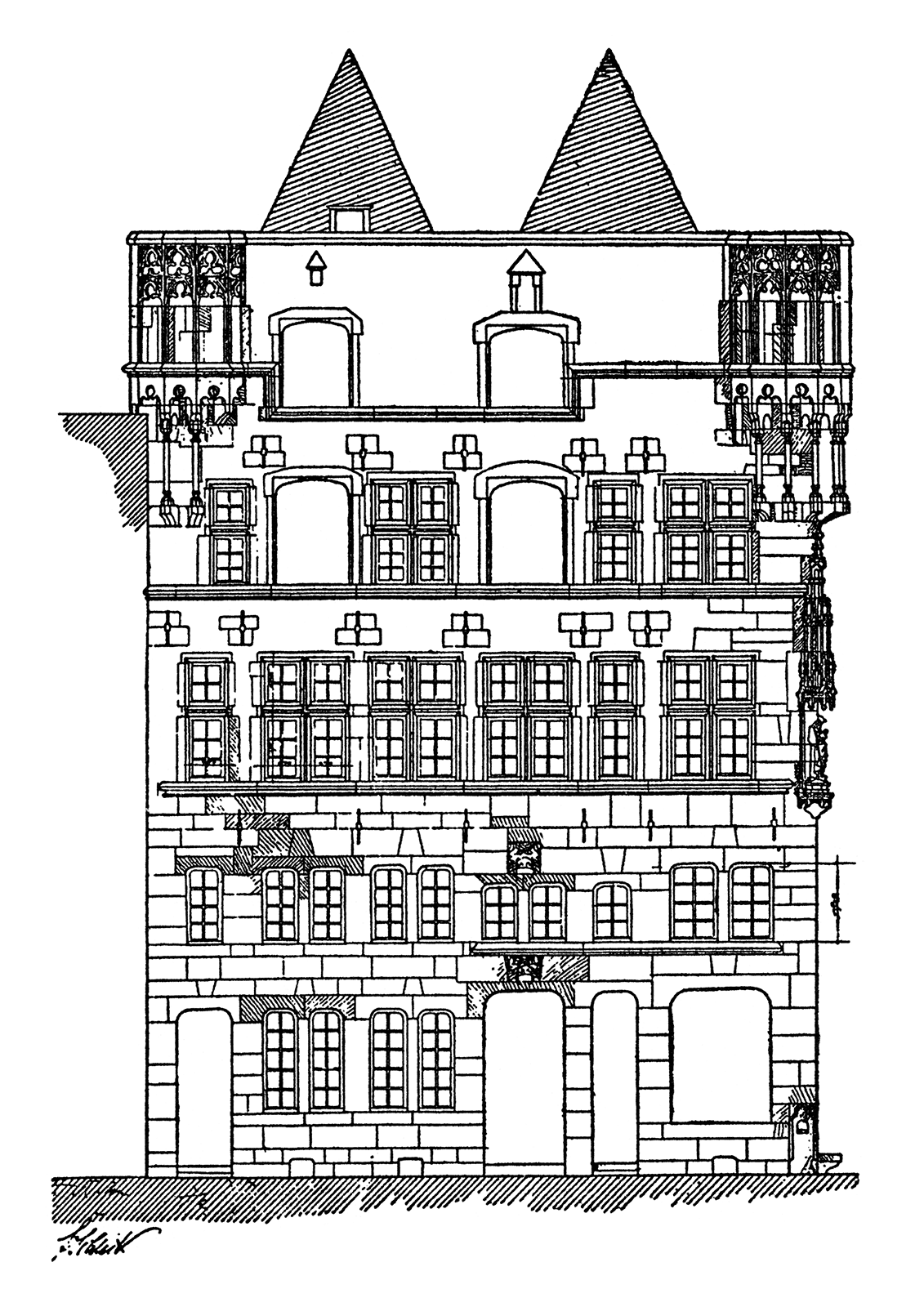
Haus Saaleck in Köln, Aufmaß um 1900

Einige der vorgenannten Eigenschaften des Steinernen Hauses – wie das Zwischengeschoss, das sonst in Frankfurt nur am Fachwerkbau auftrat, aber insbesondere die Trennung der Geschosse durch ein Gesims, die teilweise überreiche Profilierung der Fenstergewände sowie der Typus der verwendeten halben Kreuzstockfenster – sind in Frankfurt an anderen, freilich nicht mehr erhaltenen steinernen Gebäuden des Mittelalters nicht nachweisbar.
Für das Jahr 1461 kann in Köln dem gotischen Haus Saaleck (Anschrift: Unter Taschenmacher 15–17, vgl. Bild) Johann von Melem als Besitzer nachgewiesen werden. Das Gebäude hat, abgesehen von der Tatsache, dass es aus Werksteinen erbaut ist, alle oben genannten, besonderen Eigenschaften, die sich am drei Jahre später erbauten Steinernen Haus wiederholen. Es steht also außer Frage, dass der Erbauer des Steinernen Hauses diese mittelrheinischen, speziell Kölner Einflüsse mit nach Frankfurt brachte. Sie sind allerdings, wie praktisch immer im alten Frankfurt, Import geblieben und haben in der lokalen Architektur keine Nachahmer gefunden.
Nicht klar als mittelrheinischer Einfluss belegbar, aber doch auffällig ist die Tatsache, dass auch der Kölner Bau über eine Hausmadonna verfügt, deren prominente Nische an der Hausecke mit aufwändigem vollplastischen Schmuck geziert ist.
Haus Saaleck erlitt das gleiche Schicksal wie das Steinerne Haus und wurde am 31. Mai 1942 durch Brandbombeneinwirkung weitestgehend zerstört. Allerdings erfolgte bis 1957 der Wiederaufbau unter weitest möglicher Verwendung der originalen Bausubstanz, so dass sich das Gebäude, von kleineren Veränderungen im Bereich des Erdgeschosses abgesehen, wieder in seiner ursprünglichen Gestalt präsentiert und als Beispiel für diesen interessanten architektonischen Zusammenhang aus der Zeit der Spätgotik dienen kann.

### Inneres (1464 bis 1944)

#### Erdgeschoss

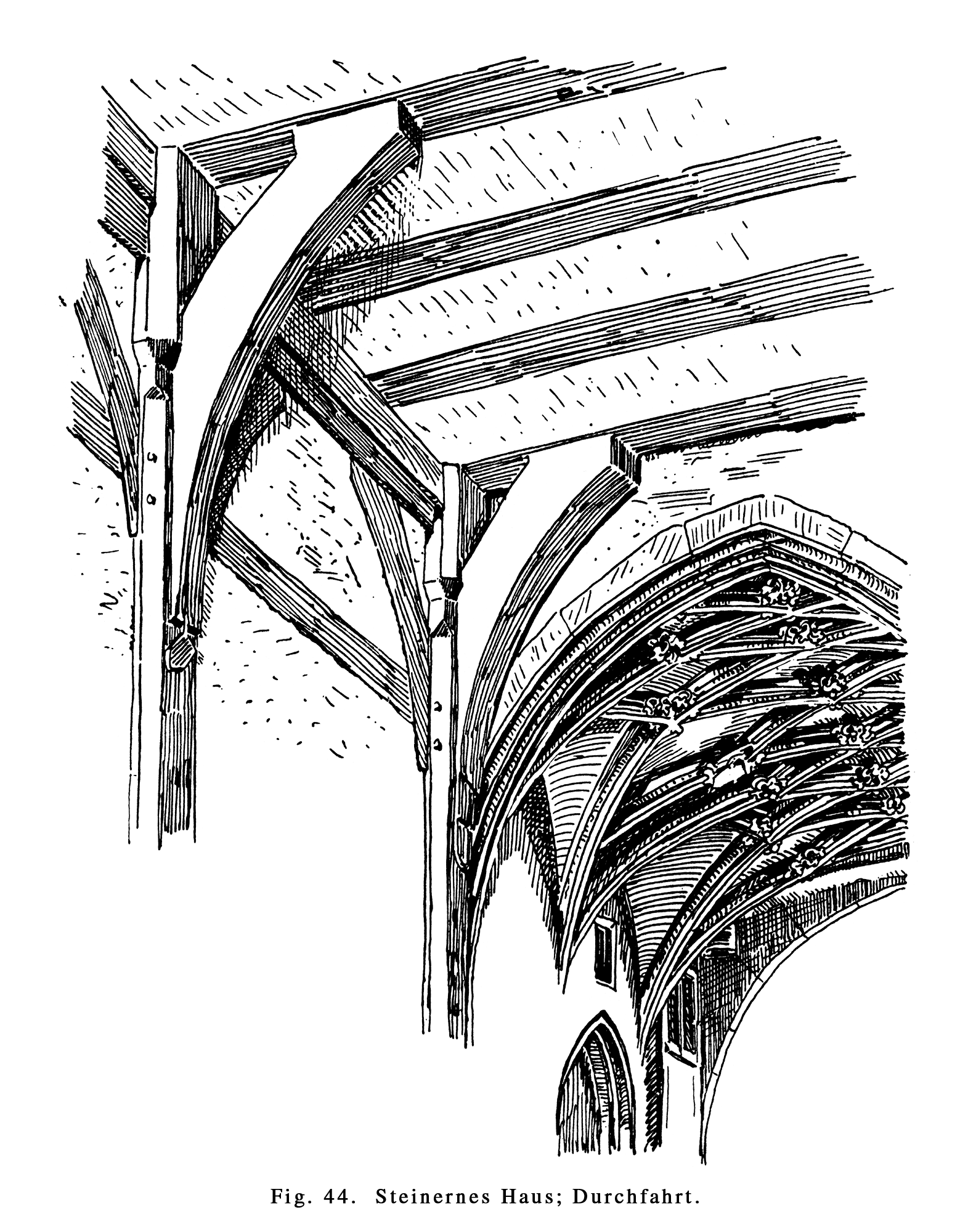
Durchfahrt im Erdgeschoss, um 1900

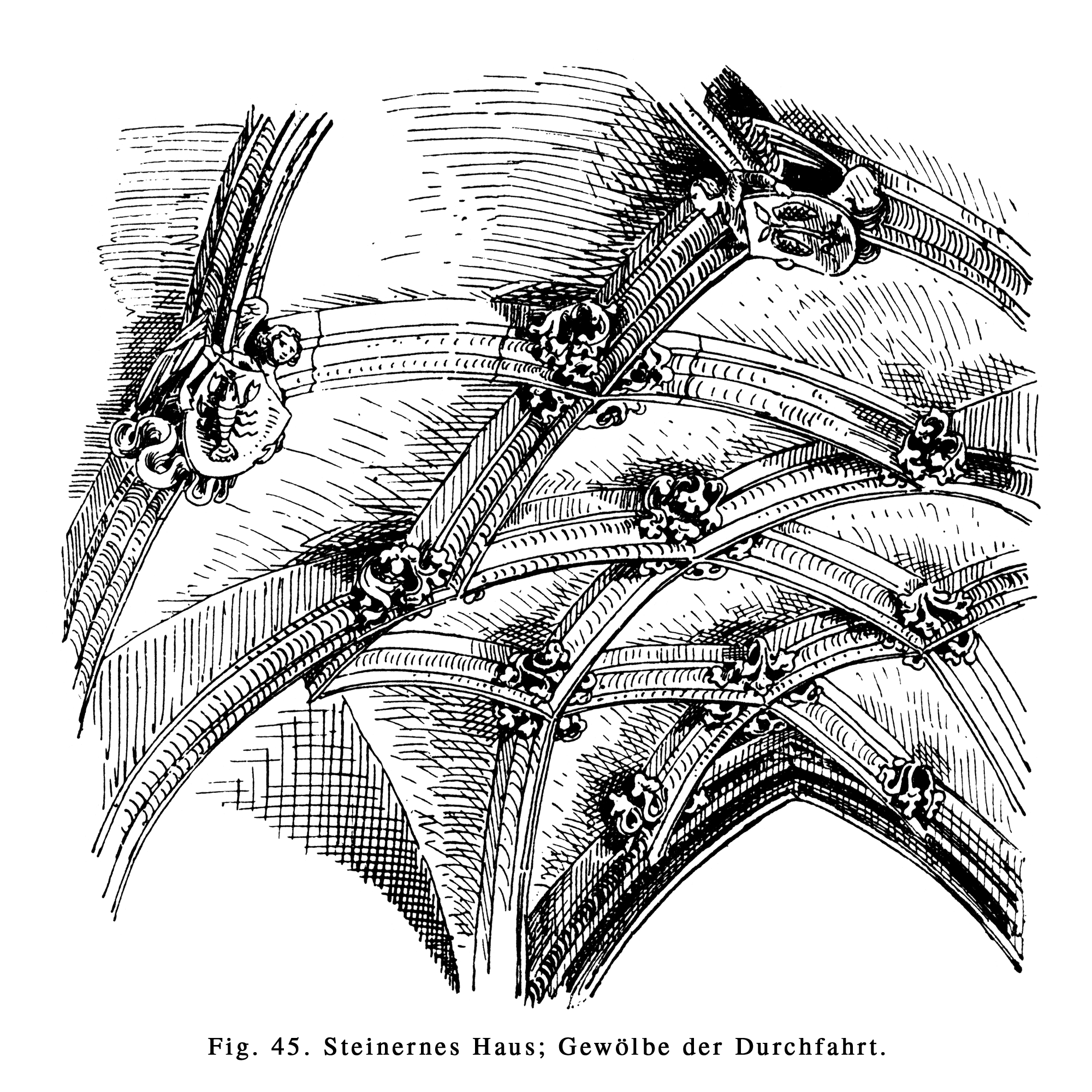
Gewölbe der Durchfahrt, um 1900

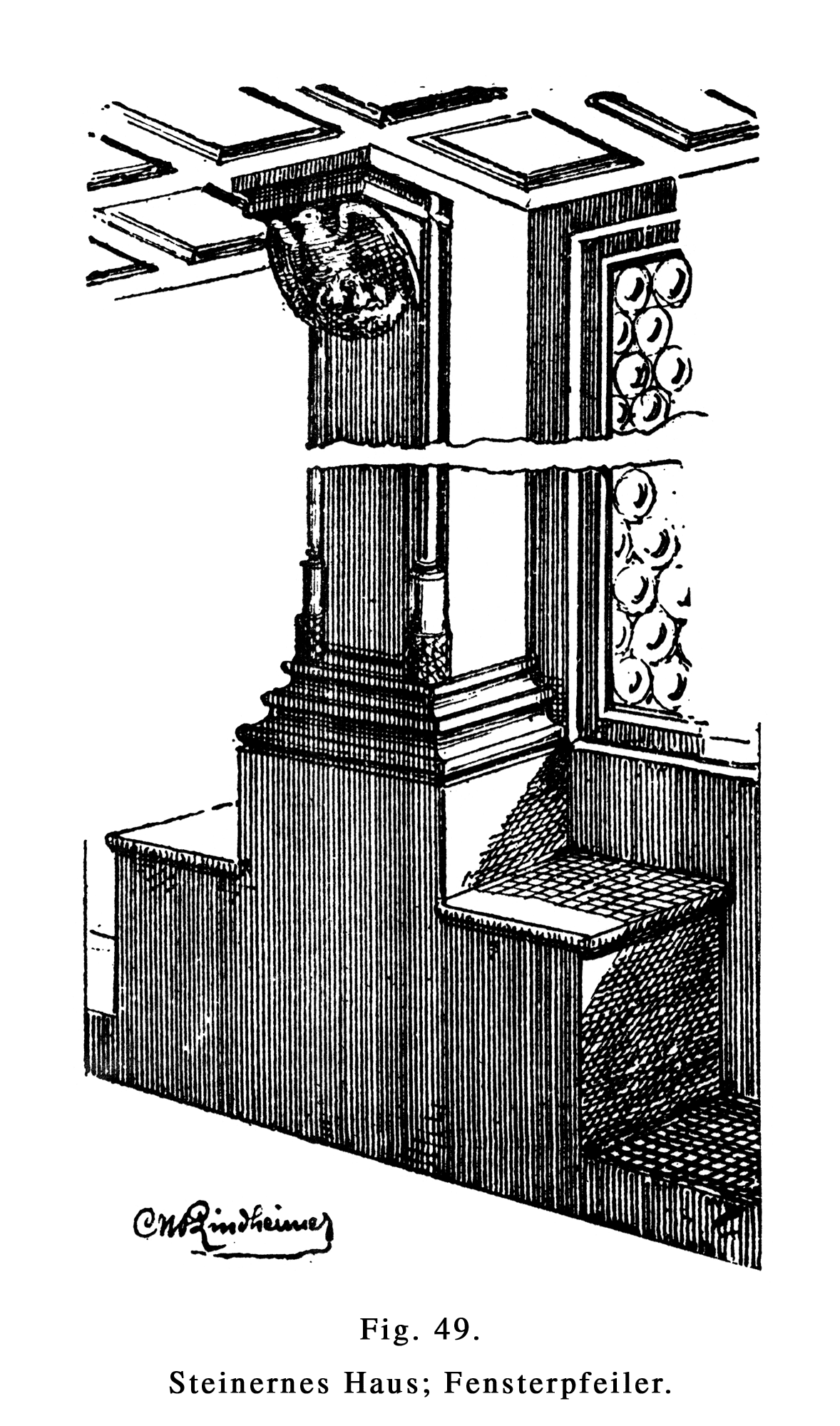
Fensternische, um 1880

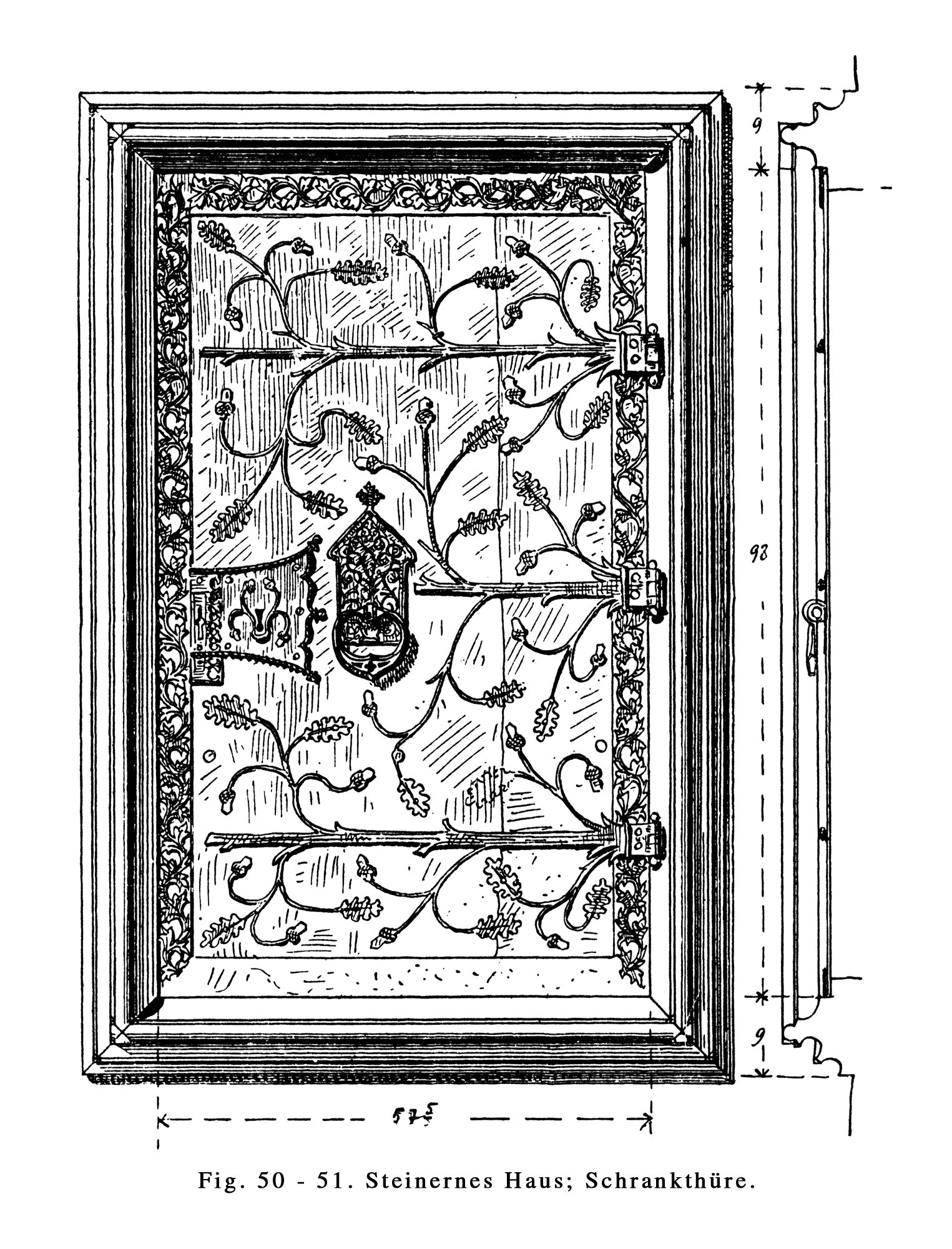
Gotischer Wandschrank im ersten Obergeschoss, um 1900

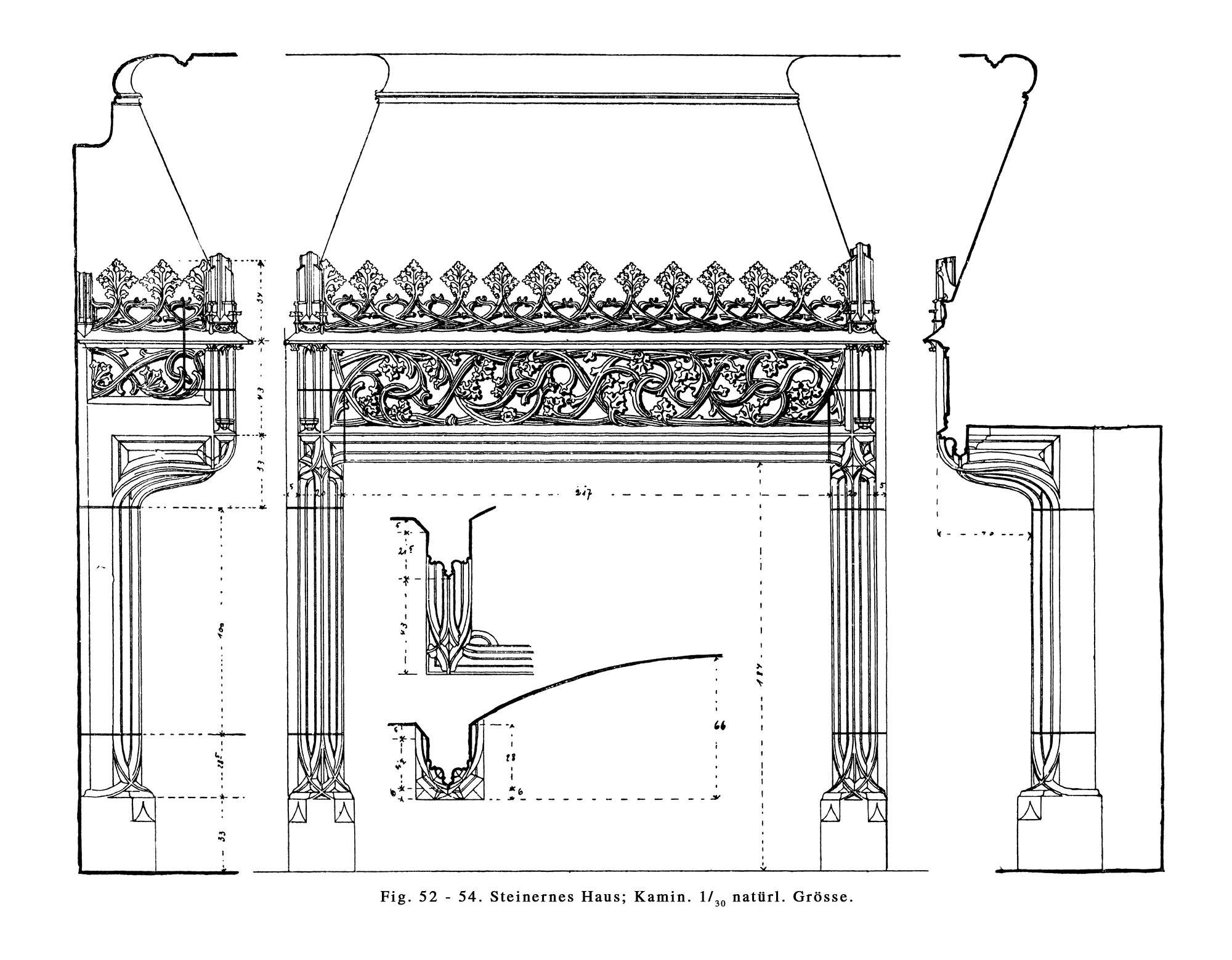
Gotischer Kamin im ersten Obergeschoss, um 1900

Hinter dem spitzbogigen Tor in der Mitte der Fassade erstreckte sich eine Passage, die geradewegs auf der Nordseite durch ein ebensolches spitzbogiges Tor wieder hinausführte. Bis zum Bau der Braubachstraße Anfang des 20. Jahrhunderts befand sich hier bereits seit dem Bau des Steinernen Hauses ein zugehöriger Hof mit Gebäuden für Hausangestellte und Messegäste. Somit kann davon ausgegangen werden, dass die Passage dazu diente, Pferdefuhrwerken ein direktes Einfahren in jenen Hof zu ermöglichen, um dort die Güter direkt auf die Hofanlage zu verteilen. Diese Vermutung wird durch die Tatsache untermauert, dass sich auf der dem Hof zugewandten Nordseite des Daches des Steinernen Hauses ein Zwerchhaus mit Seilwinde befand, mit dem die Güter eines Fuhrwerks auch auf den Dachboden verladen werden konnten. Es ist auf Vorkriegsbildern, die die Dachlandschaft der Altstadt zeigen (vgl. Bild im geschichtlichen Teil), aufgrund der enormen Höhe des Steinernen Hauses oftmals gut zu erkennen.
Das hintere Drittel der Passage war als aufwändiges Kreuzrippengewölbe ausgeführt. In der Mitte zwischen den beiden Jochen des Gewölbes, dessen Rippen glatt in die Wand einschnitten, hielten vollplastische Engel die Wappenschilder des Erbauerehepaares – Melems und seiner Gattin, die eine geborene Dorfelder war. Darüber hinaus war das Gewölbe reich mit spätgotischen Krabben versehen, wobei der virtuose Steinmetz selbige nochmals mit winzigen Menschen- und Tierfiguren geschmückt hatte (vgl. Bilder). Der weitestgehende Schutz vor der Witterung hat dieses Gebäudeteil, das, wie schon erwähnt, als einziges die Zerstörung des Gebäudes 1944 überstand, bis heute vor größeren Alterungsspuren bewahrt.
Am nördlichen Ende des Gewölbes befanden sich durch spitzbogige Türen Zugänge zu ebenfalls von – jedoch einfachen – Gewölben überspannten Räumen, die vermutlich als Hauskapellen dienten. Von hier aus führten wieder Ausgänge Richtung Norden zum Hof, und in Richtung Süden zu lang gezogenen, von der Ausstattung her schlichten Räumen, in denen ursprünglich Handel getrieben bzw. Messverkehr abgewickelt wurde. Die Tatsache, dass praktisch ihre gesamte Südwand durch die rundbogigen Zugänge zum Markt, der Hauptverkehrsader des mittelalterlichen Frankfurts hin eröffnet war, untermauert dies. Die Oberlichter des Zwischengeschosses, das klassischerweise der Lagerung von Waren diente, hellte sie wohl zumindest in den klassischen Geschäftszeiten hierfür auch ausreichend auf.
Interessanterweise waren die Innenwände dieses den vorderen, etwa zwei Drittel der gesamten Hausparzelle einnehmenden Bereiches, welche die Räume links bzw. rechts von der eingangs beschriebenen Durchfahrt trennten, nicht massiv ausgeführt. Stattdessen zeigte sich eine Holzfachwerkkonstruktion: als verputzte Ausfachungen erstreckten sich die Wände zwischen drei kräftigen Stielen auf jeder Seite, auf denen, über geschweifte Kopfbänder verbunden, die Unterzüge der Balkendecke ruhten. Die parallel zur Wand verlaufenden Kopfbänder hatte man in die Wand eingearbeitet und darunter jeweils mit einem Riegel versteift.
Auf der rechten bzw. östlichen Hausseite war zwischen diesen Raum und die zuvor beschriebene Kapelle das Treppenhaus eingeschoben, das, an einem Geländer aus schön gedrechselten Stäben entlang, in die oberen Stockwerke führte. Kleinere Fenster in der Ostwand erhellten das Treppenhaus auf natürliche Weise.

#### Obergeschosse und Dach
Den oberen Stockwerken gemein war, dass sich die großen, zum Markt hin gelegenen Fenster in der Südwand in tiefen Nischen befanden. Steinsitze in ebendiesen Nischen ermöglichten es den jeweiligen Hausbewohnern, sowohl das Markttreiben als auch die Kaiserkrönungen aus einer privilegierten Position heraus zu verfolgen. Im ersten Obergeschoss befanden sich unterhalb der Decke der zwei westlich gelegenen Zimmer Kragsteine mit Tierfiguren – die eine einen im Nest sitzenden Adler (vgl. Bild), die andere eine aus Blätterwerk hervorschauende Meerkatze zeigend. Es spricht aufgrund dieser Gestaltung vieles dafür, dass wenigstens diese zwei Räume ursprünglich als ein einzelner Raum auftraten und erst durch nachträgliche Veränderungen geteilt wurden (vgl. Grundriss). In wird gar davon ausgegangen, dass es sich hier um den Raum handelte, in dem die Melems Gäste empfingen, da auch die Westwand durch einen äußerst repräsentativ gestalteten Wandschrank geziert wurde (vgl. Bild). Aufgrund seines Alters und zudem offensichtlich musealen Qualität ist es umso bedauerlicher, dass auch dieses Ausstattungsstück infolge der Kriegseinwirkungen vernichtet wurde.
Kunsthistorisch betrachtet ein wirklich schmerzvoller Verlust ist dagegen der Kamin, der das nordöstliche Zimmer des ersten Stocks zierte (vgl. Bild). Die an ihm zu bewundernde Ornamentik stammte zweifelsfrei aus der Hochphase der deutschen Plastik. Die Tatsache, dass an ihm ein antikes Motiv in gotischer Fassung aufgegriffen wurde, deutet auf einen unbekannt gebliebenen Steinmetz hin, der nicht nur sein Handwerk meisterlich beherrschte, sondern wohl auch einen hohen Bildungsgrad aufwies. Darüber hinaus war die Decke dieses Zimmers noch mit einer einfach-geometrischen Stuckdecke geschmückt, die allerdings eher als Zutat der späten Renaissance zu verstehen war. Westlich dieses Raumes befand sich ursprünglich die Küche, die restlichen Räume des Stockwerks waren schmucklos bzw. zu Zeiten ihrer Dokumentation nicht mehr einem bestimmten Zwecke zuordenbar.
Auch im zweiten Stock gab es außer einer Reihe von viereinhalb hängenden Wandbogen unter der Decke des westlichen vorderen Eckzimmers, deren genaue Bedeutung unklar bleibt, nichts merkwürdiges mehr. Das repräsentative Treppenhaus endete hier, eine separate, nur zweckmäßig gestaltete Treppe führte in das erste Dachgeschoss. Die einzelnen Dachgeschosse wurden wiederum durch einfache Holztreppen miteinander verbunden, die ins letzte Dachgeschoss führende Treppe verlief dabei entgegen den anderen parallel zum First. Die kleinen Gauben im Dach auf allen Stockwerken ermöglichten in Anbetracht der Höhe einen für mittelalterliche Verhältnisse vermutlich atemberaubenden Weitblick.

### Inneres seit 1962
So sehr sich der Wiederaufbau des Steinernen Hauses – für die Zeit durchaus untypisch – um eine originalgetreue Wiederherstellung des Äußeren bemühte, so wenig war dies beim Innenleben der Fall. Andererseits kann bezüglich der Kriegsschäden an der Innendekoration im Grunde von einem Totalschaden gesprochen werden. Eine etwaige Rekonstruktion auch nur von Teilen hätte aufwändige kunsthandwerkliche Arbeiten nach sich gezogen, die die Kosten für den völlig aus Steuermitteln finanzierten Wiederaufbau noch einmal gesteigert hätten.
Somit ist einzig die Einteilung der Geschosse, die ohnehin durch die Fassade vorgegeben wird, am Vorkriegszustand orientiert; inwieweit tatsächlich die exakte Geschosshöhe wiederhergestellt wurde, bleibt allerdings unklar. Im ersten und zweiten Stock befinden sich nüchterne, lichtdurchflutete Ausstellungsräume im typischen Stil der 1960er Jahre. Auch das im Erdgeschossbereich zum Markt hin befindliche Cafe erinnert durch seine Ausstattung mit großen Glasflächen und schmucklosen Betonpfeilern in keinem Detail mehr an die einst reiche gotische Ausstattung. Hinter einer Wand aus matten Glasbausteinen, die das Cafe ungefähr auf zwei Dritteln der Gebäudeparzelle nach Norden hin begrenzt, befindet sich allerdings bis heute das Kreuzrippengewölbe, das als einziger Gebäudeteil den Krieg überstand. So zeigt es noch immer die Wappen des Ehepaars Melem, das den Grundstein für das Haus vor über einem halben Jahrtausend legte.